# Castello Friedenstein
Il castello Friedenstein di Gotha, in Turingia, è un palazzo barocco situato sul sito del castello di Grimmenstein, che fu demolito nel 1567. È il più grande palazzo costruito in Germania dal XVII secolo e oggi ospita un gran numero di musei e collezioni d'arte. Situato ai margini del parco del castello, è vicino al Palazzo Friedrichsthal.

## Storia

### Ernesto I di Sassonia-Gotha

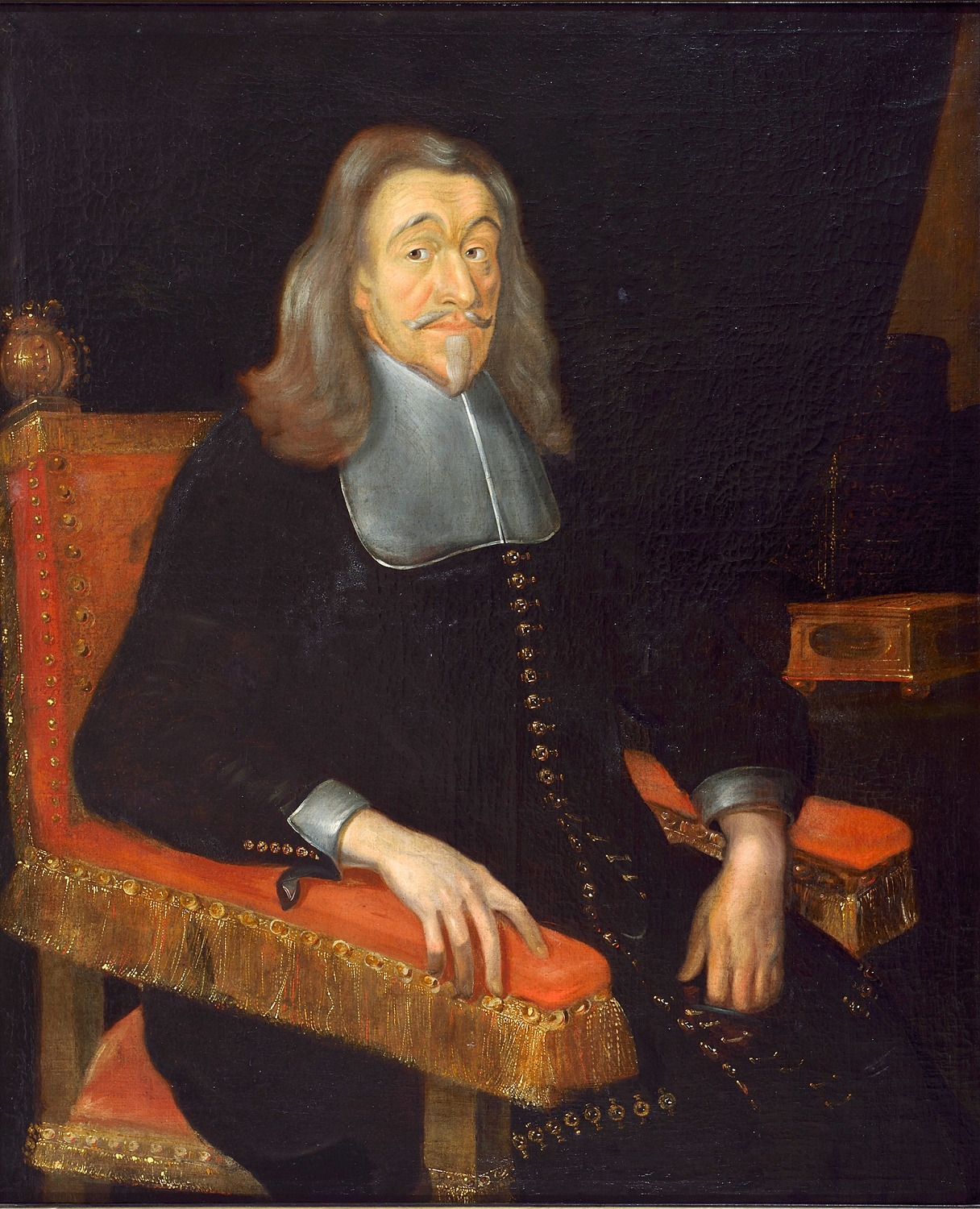
Il duca Ernesto I, il Pio (1601-1675)

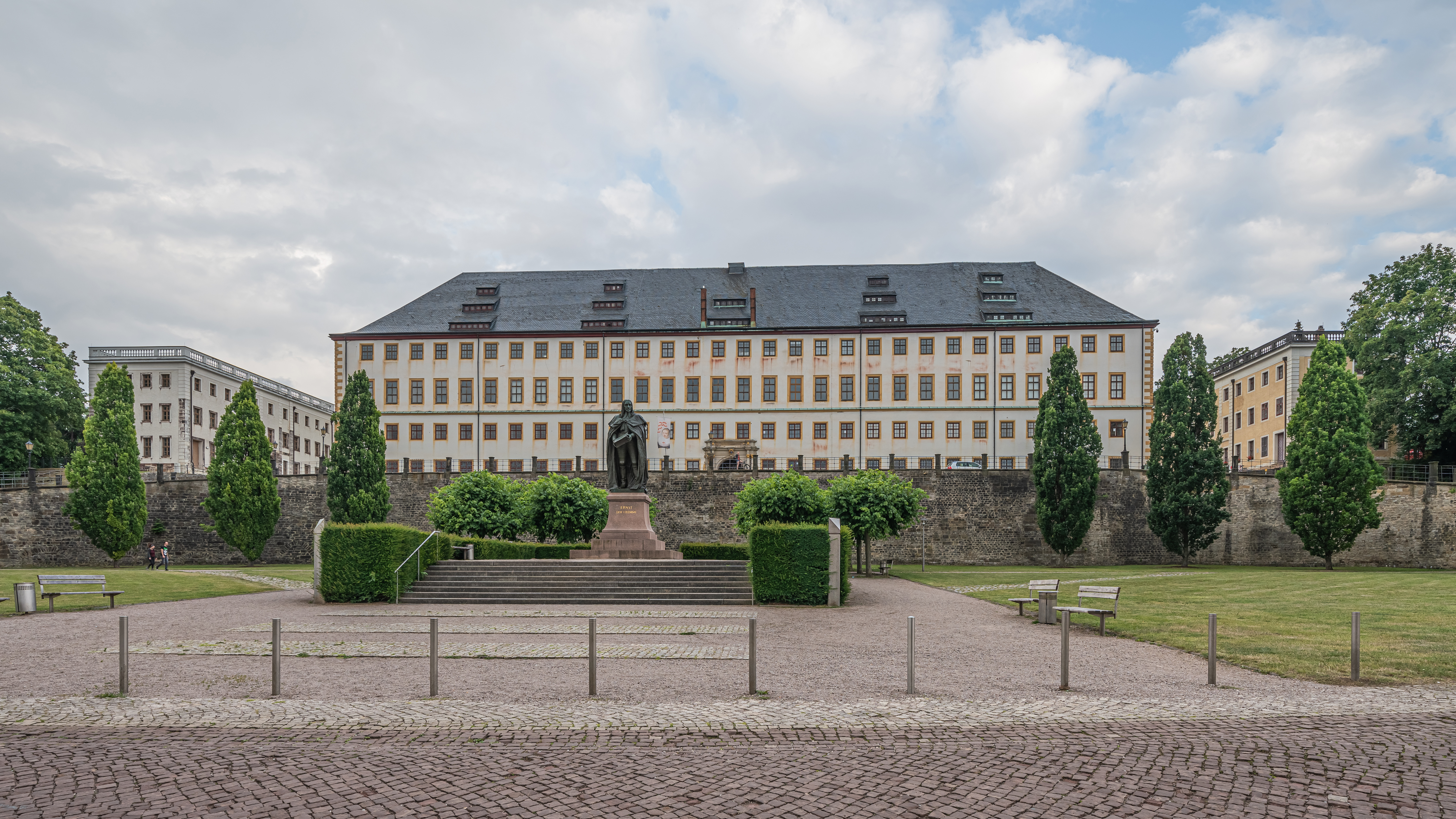
L'ala principale, vista da nord (lato città)

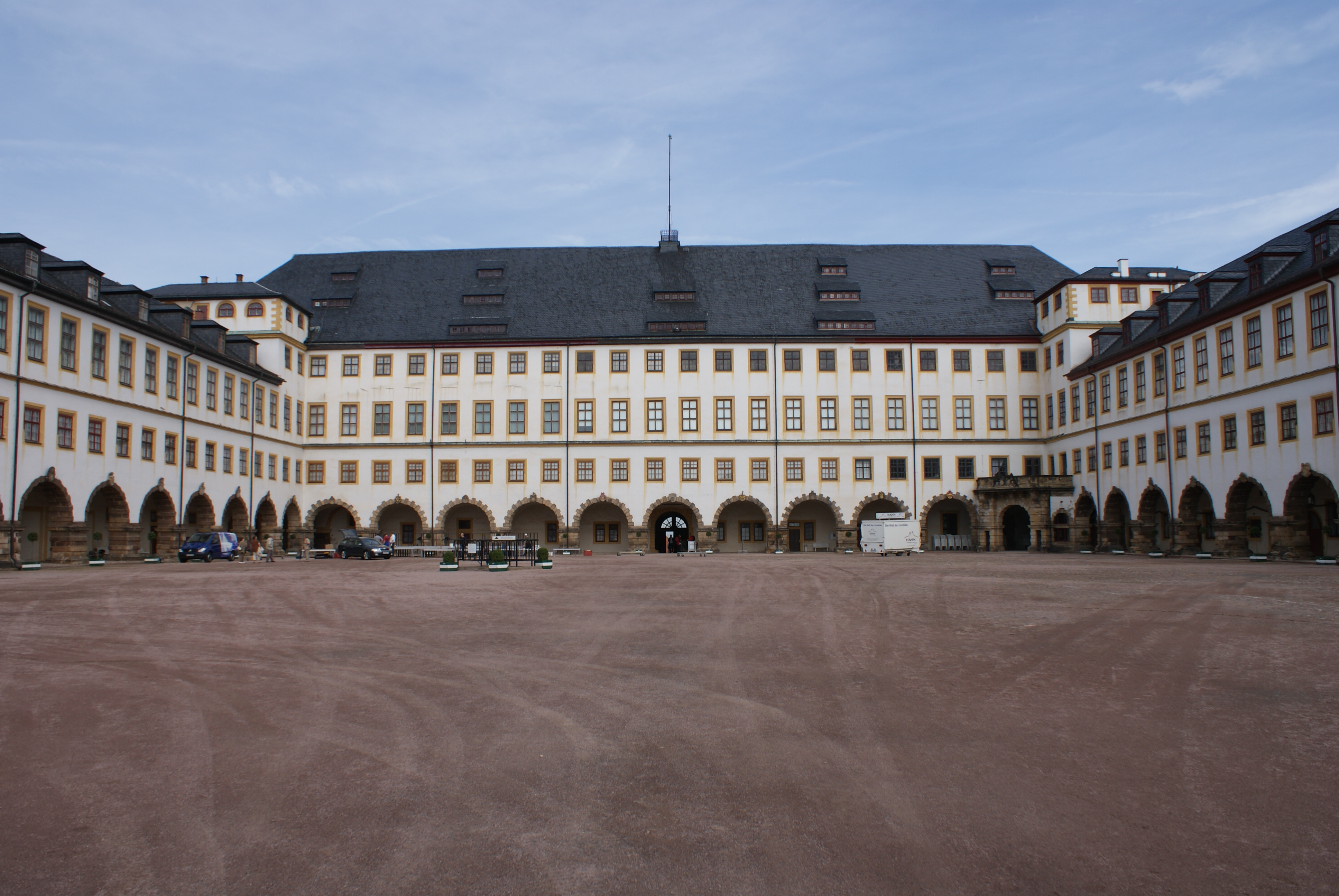
Vista sul cortile del castello

Il duca Ernesto I di Sassonia-Gotha aveva designato Gotha, nel 1640, come capitale del suo nuovo ducato. Poiché non vi era una residenza adatta in città, iniziò presto a pianificare la costruzione di un nuovo castello. Secondo i progetti dell'architetto Caspar Vogel, il costruttore Andreas Rudolph (1601–1679) costruì il castello tra il 1643 e il 1654. Il 26 ottobre 1643, a mezzogiorno, fu posta la prima pietra del castello di Friedenstein. Il duca desiderava ardentemente la pace dopo le distruzioni della guerra dei trent'anni. Il nome Friedenstein si riferisce alla storia del luogo e alla distruzione del precedente edificio del castello di Grimmenstein. Il nome fu dato al castello nel 1646 ed è documentato dal 1642. 
Sempre nel 1650, il duca Ernesto il Pio istituì la zecca di Gotha per il suo ducato di Sassonia-Gotha nell'ala ovest del castello. Dal 1654 al 1672 il castello venne fortificato. Le enormi dimensioni del castello possono essere spiegate dal fatto che il duca Ernesto I non voleva usarlo soltanto come sua residenza e rappresentanza, ma anche per le amministrazioni, aree economiche, arsenale, zecca e chiesa sotto lo stesso tetto. Nel periodo fino al 1675, il castello fu residenza principesca del duca Ernesto I. Dal 1640 al 1894 fu residenza e sede amministrativa del ducato di Sassonia-Gotha. 

### Federico II di Sassonia-Gotha e Altenburg
Negli anni dal 1708 al 1711, il duca Federico II di Sassonia-Gotha-Altenburg (1676–1732) fece costruire il palazzo barocco Friedrichsthal come palazzo estivo sotto le fortificazioni del castello di Friedenstein, sul viale di fronte alla Porta del Siebleber. 

### Ernesto II e gli ultimi duchi della linea Sassonia-Gotha e Altenburg
Secondo le idee di Ernesto II di Sassonia-Gotha-Altenburg fu costruito il primo giardino inglese di nuova concezione nel continente europeo a sud del castello di Friedenstein prima del suo regno nel 1765. Durante il suo regno (1772-1804), le fortificazioni furono rimosse e le aree furono usate per espandere i terreni del palazzo. Le casamatte delle fortificazioni vennero conservate, sebbene in gran parte riempite. 
Vennero allestiti nel castello un piccolo osservatorio (fino a quando l'osservatorio di Seeberg fu trasferito), un gabinetto di fisica e un teatro permanente (il teatro Ekhof). Ernesto II fece integrare le raccolte e la biblioteca. Ciò ebbe luogo anche sotto i suoi successori Augusto (1804-1822) e Federico IV (1822-1825). Quando la linea Sachsen-Gotha-Altenburg si estinse, il castello di Friedenstein passò alla nuova linea Sachsen-Coburg e Gotha. In un testamento, Bernhard von Lindenau, lasciò le vecchie collezioni a Gotha. 

### Ernesto II di Sassonia-Coburgo e Gotha
Il duca Ernesto II fece costruire il Museo ducale tra il 1864 e il 1879, che incorporò una parte significativa della storia dell'arte e delle raccolte di storia naturale e le rese accessibili al pubblico. Le ancora importanti collezioni d'arte ducale al Castello di Friedenstein e al Museo ducale furono inventariate e documentate per la prima volta tra il 1879 e il 1890 dal loro primo direttore Carl Aldenhoven. L'appartamento ad ovest della sala del trono, un tempo quartiere di Ernsts des Frommen, fu utilizzato dal Casato di Sassonia-Coburgo-Gotha fino al 1945. 

### La seconda guerra mondiale e il dopoguerra
Durante la seconda guerra mondiale, una parte delle casamatte servirono come rifugi antiaerei per la popolazione del centro di Gotha. Durante questo periodo venne creato l'accesso alle casematte. Le collezioni d'arte vennero trasferite altrove. Nell'aprile 1945 c'erano già stati centinaia di furti e quando l'Armata Rossa si trasferì, nel luglio del 1945, l'intera rimanenza delle collezioni d'arte di Gotha, la biblioteca con 330.000 manoscritti e il gabinetto delle monete vennero confiscati e trasportati in Unione Sovietica nella primavera del 1946 per compensare i danni causati dalla Wehrmacht in Russia. Gran parte di questo bottino di guerra tornò nel 1958/59. Tra essi c'era Gli amanti di Gotha, il pezzo più famoso delle collezioni Gotha.

### Furto d'arte di Gotha
Nella notte tra il 13 e il 14 dicembre 1979, cinque preziosi dipinti furono rubati dal castello: Ritratto di un giovane di Frans Hals, Autoritratto con girasole di Antoon van Dyck, Vecchio di Jan Lievens, Strada di campagna con carri agricoli e mucche di Jan Brueghel il Vecchio e Santa Caterina di Hans Holbein il Vecchio. Un gruppo di 30 investigatori della polizia criminale della DDR indagò invano. Nel dicembre 2019, è stato annunciato che i cinque dipinti erano stato ritrovati.

## Presente

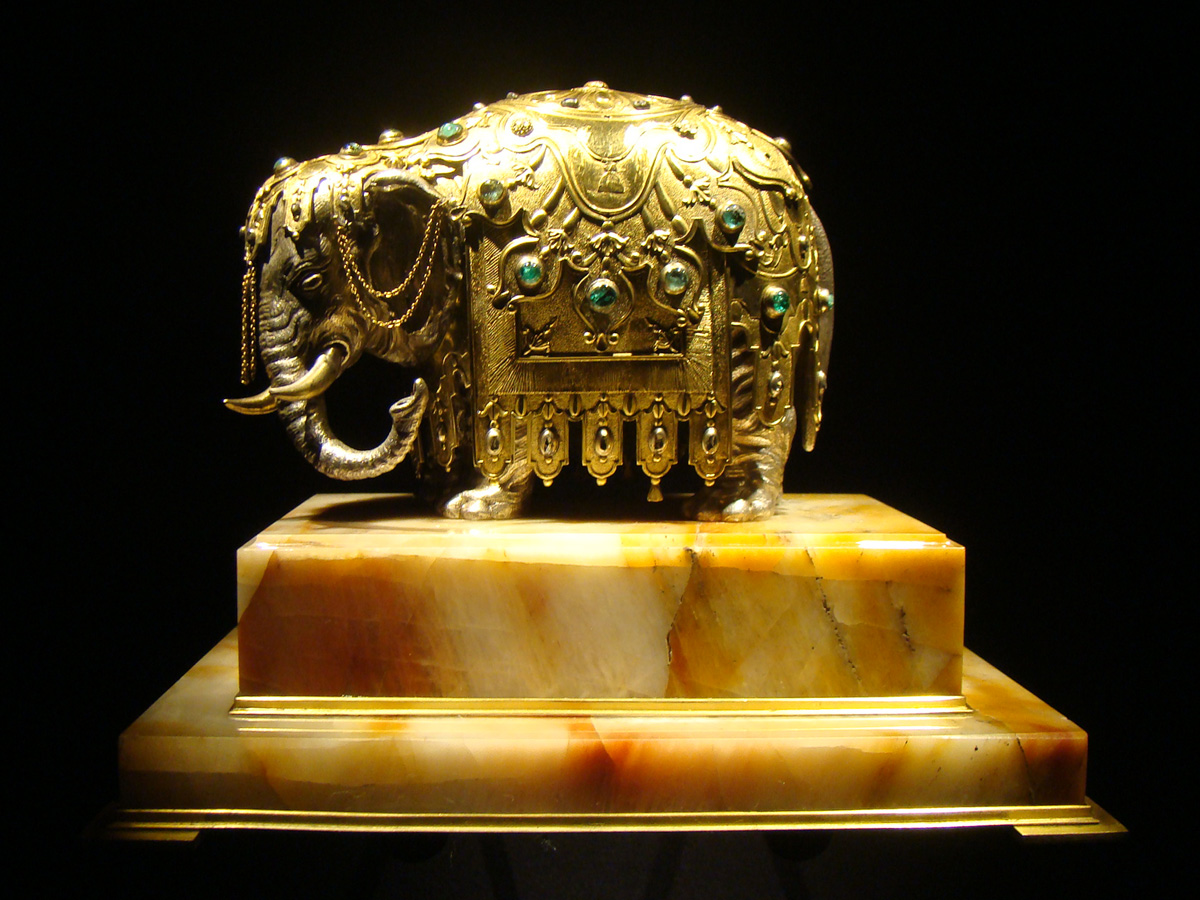
Elefante Gotha (intorno al 1720), Museo del castello (Kunstkammer)

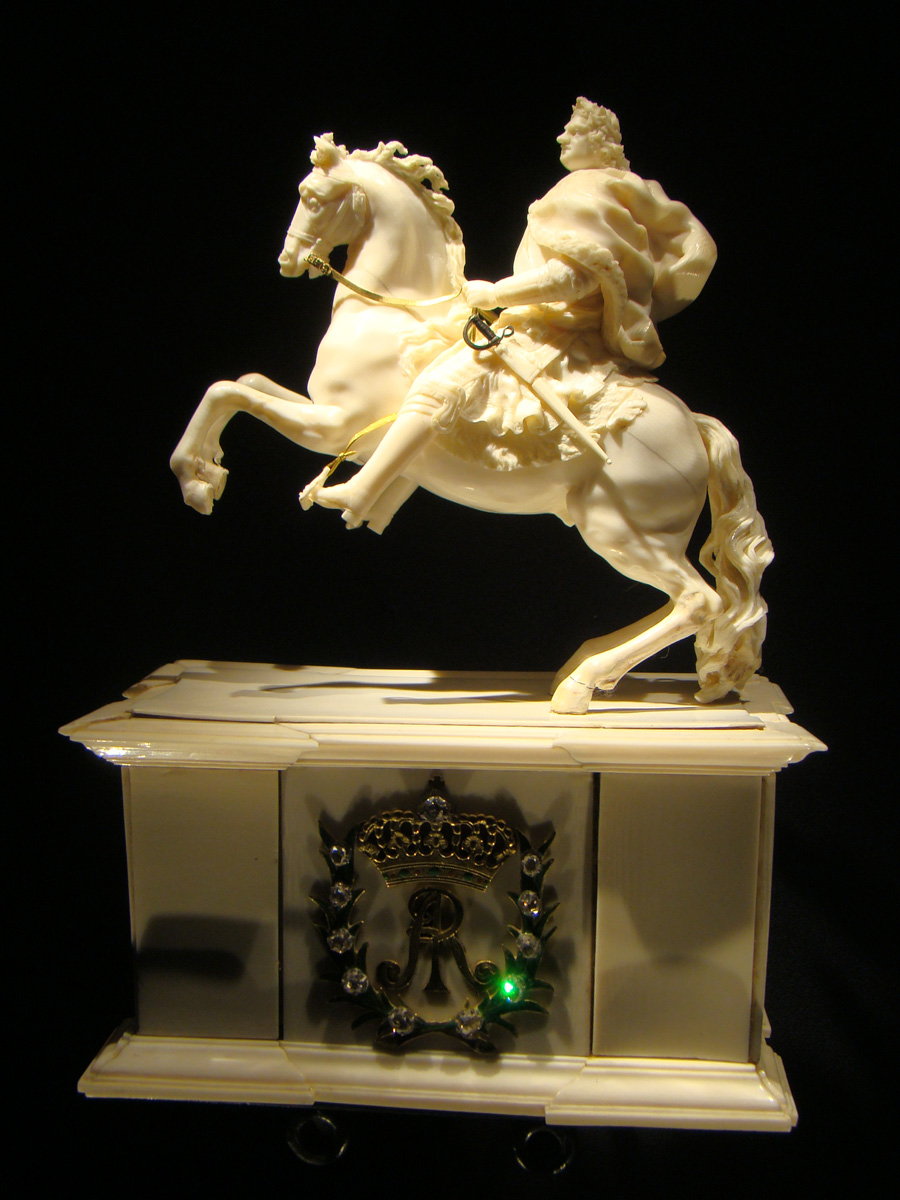
Statua equestre di Augusto il Forte (intorno al 1715/20), Museo del castello (Kunstkammer)

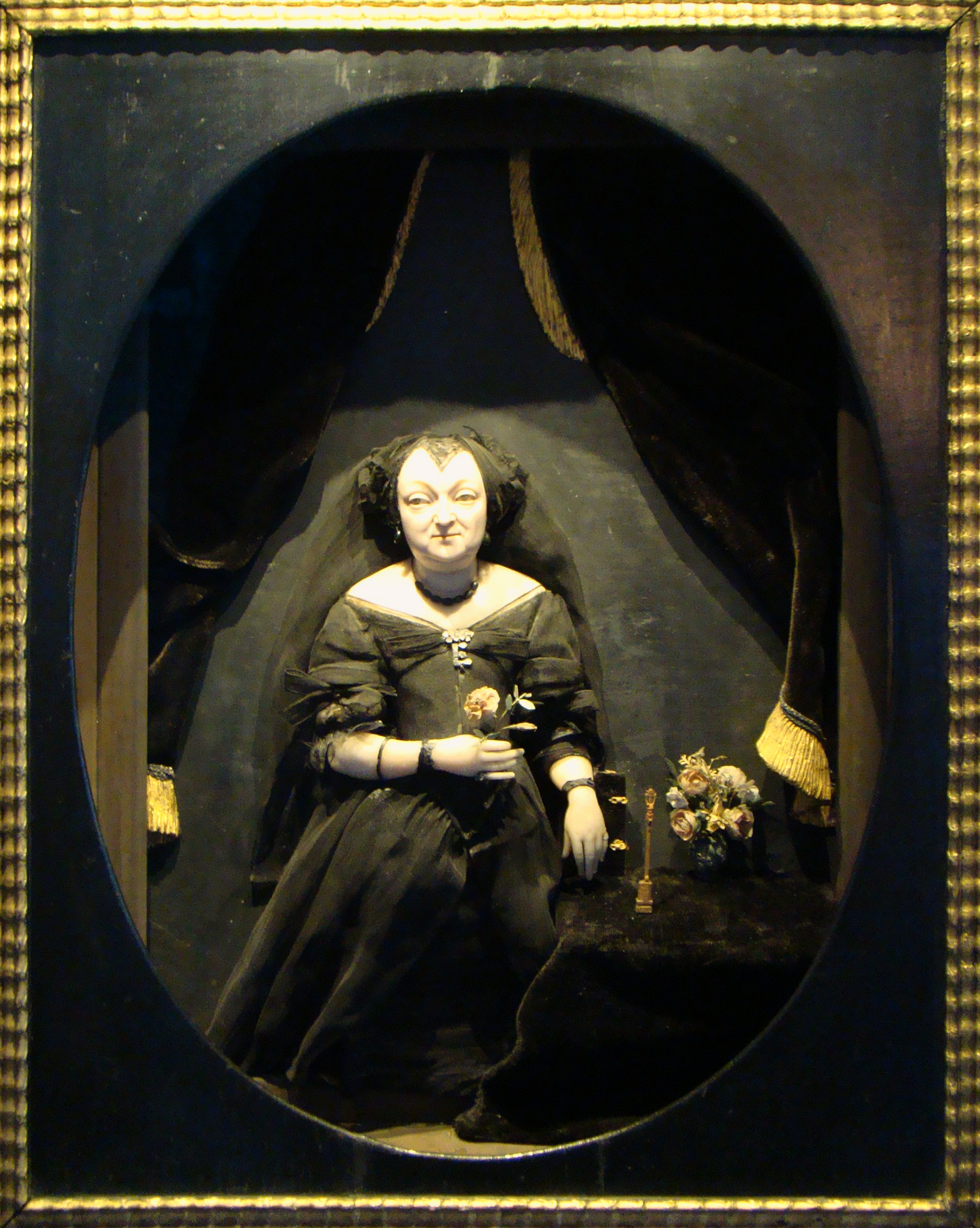
Ritratto in cera della duchessa Elisabeth Sophie von Sachsen-Gotha-Altenburg (intorno al 1675/80), museo del castello (Kunstkammer)

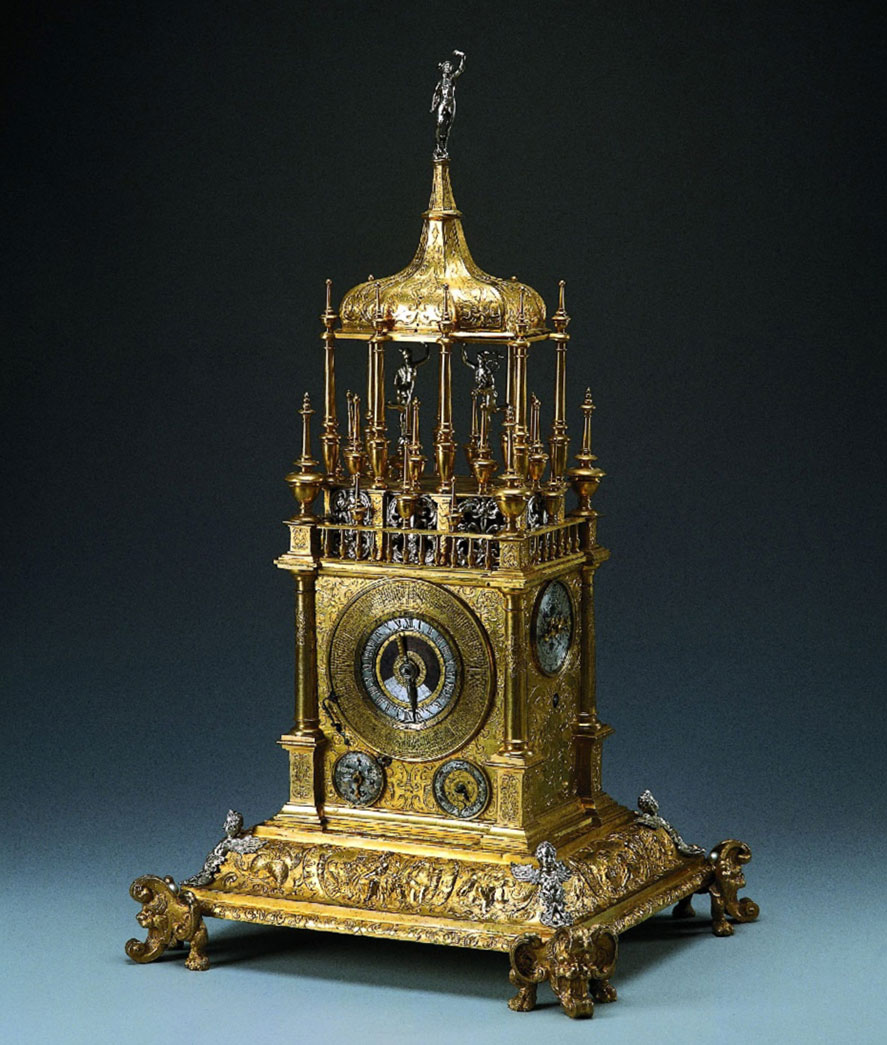
Orologio da tavolo astronomico (1647), museo del castello

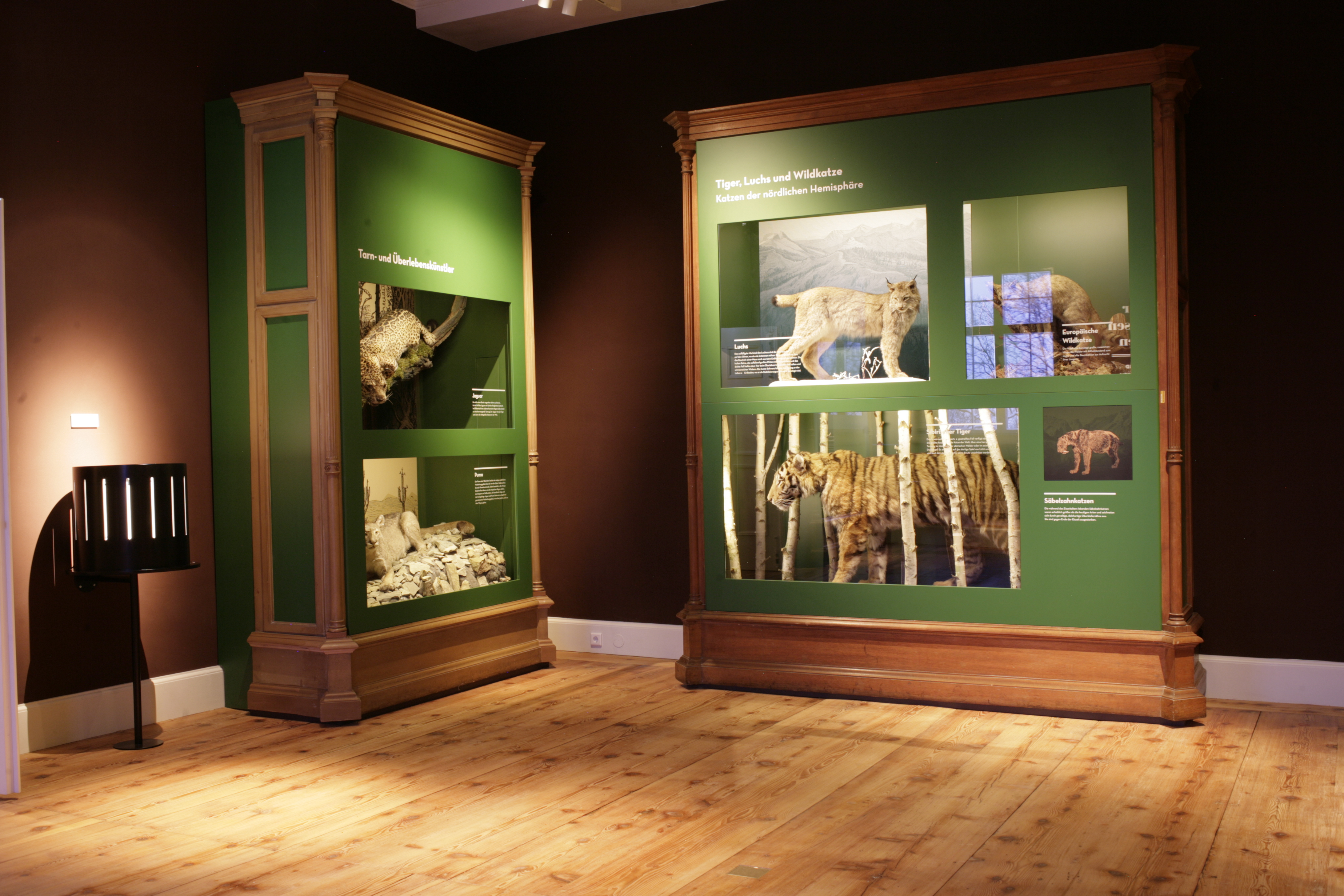
Mostra permanente di animali nella torre, museo di scienze naturali

### Musei e istituzioni
- Il museo del castello comprende gli ex appartamenti privati e le sale di rappresentanza ducali.
- La sala d'arte all'interno del museo del castello espone opere d'arte realizzate in avorio, ambra, argento e smalto.
- Con 130.000 monete la collezione numismatica Gotha è una delle più importanti in Germania. La collezione è stata oggetto di una mostra accessibile al pubblico, al New Coin Cabinet, nell'ala ovest dal 2007.
- Il Museo di scienze naturali con una mostra Animali nella torre
- Il teatro Ekhof con le più antiche macchine da palcoscenico barocche ancora funzionanti
- Il museo storico (ex Museo di storia regionale e folklore).
- La Biblioteca di ricerca di Gotha comprende le collezioni di base dell'ex biblioteca del castello ed è una delle più importanti biblioteche nazionali con documenti storici dal XVI al XVIII secolo.
- Il centro di ricerca Gotha dell'Università di Erfurt per gli studi culturali e sociali si trova nella sala delle pagine storiche del castello.
- La chiesa del castello
- Le casematte sono parzialmente accessibili con una visita guidata.

Dal 2001, il festival barocco di Gotha si tiene ogni anno l'ultimo fine settimana di agosto a Friedenstein e nei dintorni. Sotto il motto Vive la joie! (Lunga vita alla gioia) con oltre 100 attori dilettanti che rievocano il tempo del duca Federico III di Sassonia-Gotha-Altenburg. Il più grande festival barocco di oggi nella Germania centrale è emerso dal festival museale organizzato per la prima volta nel 1988. 
Dopo una lunga disputa tra la Camera dei Sachsen-Coburgo e Gotha nel 2001, l' accordo amichevole di investimento tra lo Stato della Turingia e la Camera della Sassonia-Coburgo-Gotha hanno dato sicurezza legale al castello e alle raccolte in esso contenute. Il 1º gennaio 2004 il castello, il parco e il giardino d'inverno vennero trasferiti alla Fondazione Palazzi e Giardini della Turingia. Allo stesso tempo, è stato fondato lo Stiftung Schloss Friedenstein Gotha sotto il patrocinio della città di Gotha e dello stato libero della Turingia. Questa fondazione unisce le collezioni del Museo del castello, del Museo storico, del Museo delle scienze naturali e del Museo ducale e ha il compito di preservare le collezioni e renderle accessibili al pubblico. 
Dal 2013, KulTourStadt Gotha GmbH offre visite regolari alle casamatte. Durante un tour dell'edificio della fortezza sotterranea, fino a una profondità di 14 m, i visitatori possono ancora una volta visualizzare queste vecchie difese. Lo storico dell'edilizia Udo Hopf e colleghi volontari hanno messo alla luce circa 300 metri del bastione nord-est, tra il 2001 e il 2003, riuscendo a dare una buona idea della simmetria della struttura.

### Universo barocco Gotha
L'unicità mondiale dell'eredità barocca di Gotha non consiste solo nelle sale rappresentative del castello, nel teatro Ekhof, nel Museo ducale, nel parco del castello e nel giardino d'inverno, ma anche nelle collezioni di storia dell'arte, che sono state conservate in questo luogo per oltre 350 anni.
Nell'ambito di una riprogettazione del paesaggio museale di Gotha per l’Universo barocco Gotha, le collezioni sono state gradualmente ristrutturate dal 2010. Nel dicembre 2009, ad esempio, è stata aperta la nuova Kunstkammer. L'ex Museo ducale, che era stato usato per decenni come museo di scienze naturali, è stato riportato al suo scopo originale nell'ottobre 2013. In esso si trovano le più importanti collezioni d'arte dei duchi di Gotha, tra cui la collezione di dipinti, quella egizia e delle antichità, porcellane e sculture. 
Il Museo di scienze naturali, con le aree espositive della foresta della Turingia e dell'Orsauriano, è stato trasferito nel castello di Friedenstein. La prima mostra permanente intitolata Animali nella torre è stata allestita nella torre ovest del castello dal dicembre 2010. In futuro, la mostra sarà ampliata da tre ulteriori aree espositive. Allo stesso tempo, gli edifici storici di Justus Perthes, fondata nel 1785, in Justus-Perthes-Strasse 3–9, sono stati convertiti, dal 2012 al 2014, nel Forum di Perthes. Con una superficie di circa 11.000 m² (per un costo di 18,2 milioni di euro) sono state completate nel novembre 2014. Il Forum di Perthes ha ospitato le stanze dei depositi e le officine dei restauratori precedentemente ospitate nel castello, la biblioteca e l'archivio, integrati da una sala di lettura, nonché vaste riserve di depositi della Biblioteca di ricerca di Gotha, tra cui la Collezione di Perthes Gotha e l'archivio di stato della Turingia Gotha. L'Archivio di Stato risale direttamente all'Archivio di Stato Ducale di Sassonia-Gotha, fondato nel 1641.
Nel 2017 il ministro federale della cultura Monika Grütters e il ministro della cultura della Turingia Benjamin-Immanuel Hoff hanno firmato, a Berlino, un accordo di finanziamento che prevede la ristrutturazione del castello di Friedenstein e del parco del palazzo. Per un periodo di 15 anni saranno resi disponibili un totale di 60 milioni di euro. Le complesse misure di costruzione sono divise in quattro sezioni.

## Architettura

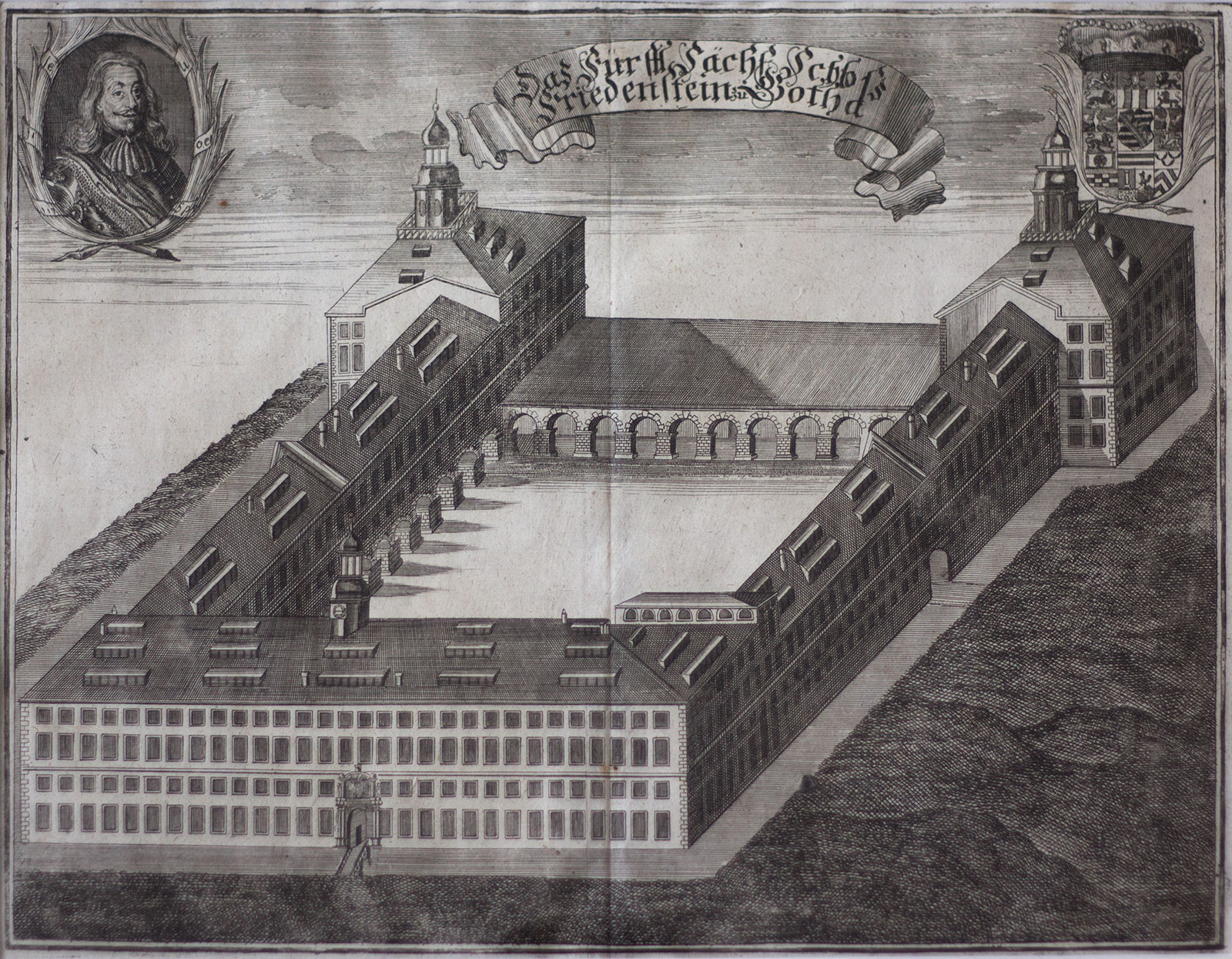
Il castello di Friedenstein con le originali cappe delle torri prima dell'incendio del 1678

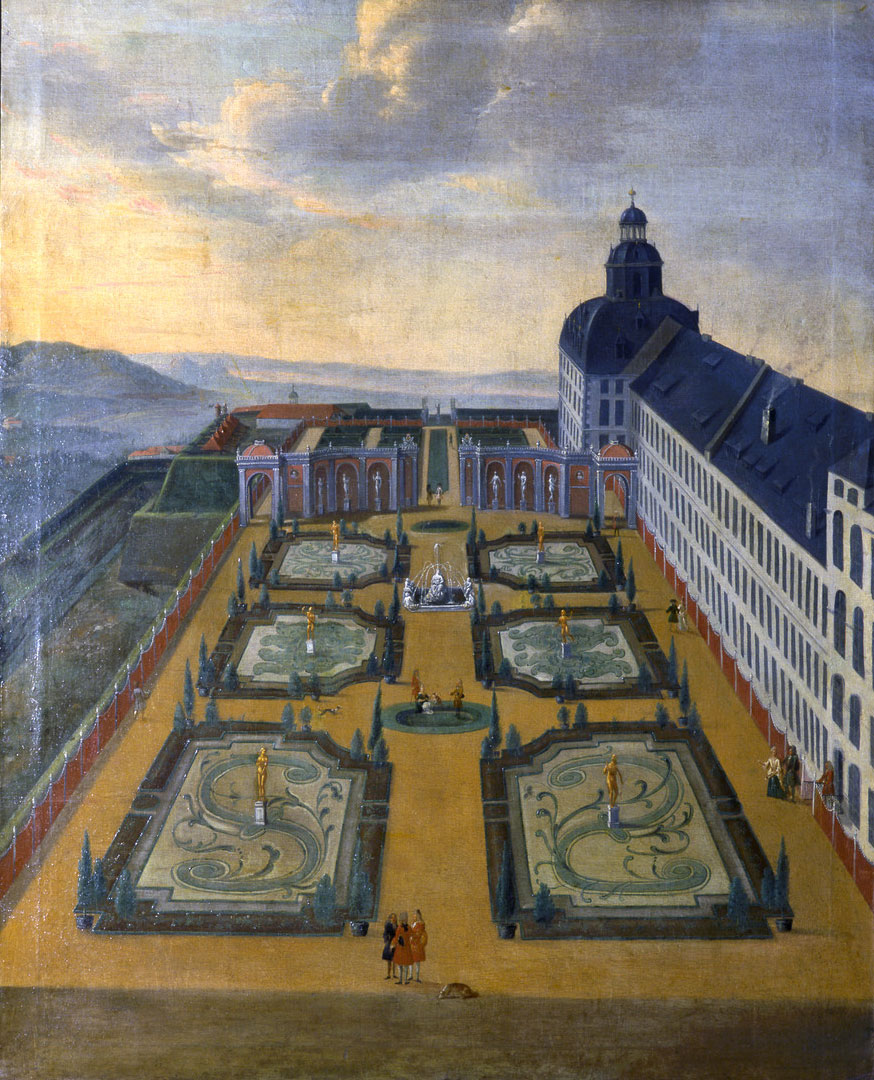
Ala est del castello di Friedenstein con giardino barocco, dopo il 1696

Il castello di Friedenstein, un complesso a quattro ali del primo barocco fu costruito su un altopiano sopra la città di Gotha in circa 13 anni, e fu circondato da una fortificazione di bastionei tra il 1655 e il 1663. La lunghezza dell'ala nord era di 100 metri e quella totale della facciata est e ovest di 140 metri. Il castello di Friedenstein fu fortemente influenzato dall'architettura dei castelli italiani e francesi. Un possente edificio costituito da un'ala principale a quattro piani, due ali laterali a tre piani, due torri a quattro piani un padiglione e un'ala sud a un piano. Le due grandi trombe delle scale consentivano il collegamento tra l'ala principale e quella laterale. 
Inizialmente le due torri avevano entrambe i tetti a piramide. Un incendio distrusse la torre est, nel 1678, e nel 1684 venne posto un tetto a cupola sulla torre. Sul tetto a padiglione della possente ala nord, fino al XVIII secolo, c'era un cavaliere con un orologio e due quadranti, uno rivolto verso la città e l'altro verso il cortile. 
L'edificio del castello venne dotato di gallerie, che a quel tempo erano considerate innovazioni tecniche. Il castello Friedenstein, come richiesto dal duca Ernesto I, fu progettato come un edificio globale che avrebbe ospitato tutte le aree funzionali essenziali dalle autorità, alle strutture commerciali e di rifornimento, al conio delle monete, all'arsenale, alle scuderie, alla chiesa e ai locali di rappresentanza, biblioteca, sala d'arte e teatro. 
La chiesa del castello, la grande sala e gli appartamenti principeschi erano ospitati nell'ala nord. Ai piani superiori delle ali laterali c'erano le stanze degli ospiti e altre sale secondarie. Nella torre est, parte dell'armeria era ospitata al piano terra. I piani superiori erano occupati dalla sala alta, che raggiungeva il tetto. La torre ovest ospitava la sala da ballo al piano terra e il teatro, la sala d'arte e la biblioteca agli ultimi due piani. L'ala sud tra le due torri era fino alla fine del XVIII secolo utilizzata come maneggio. Oltre l'ala est, era situato fino alla fine del XVIII secolo un giardino di piacere. Le funzioni e i locali del castello sono cambiate nel corso dei secoli. 

### Esterno
La facciata del castello Friedenstein è semplice ed è caratterizzata da una rigida disposizione delle finestre. Gli elementi decorativi sono il bugnato angolare, le cornici di arenaria delle finestre e la cornice tra il primo e il secondo piano, la porta dell'antico arsenale e il portale della chiesa del castello. Inoltre, alcuni elementi del castello di Grimmenstein sono stati inseriti nella facciata, uno sul lato sud del padiglione est, l'altro sulla facciata ovest sopra la porta del Marstall, entrambi con lo stemma di Giovanni Federico I di Sassonia. Sulla parte superiore dello stemma ci sono i ritratti del duca Giovanni I, con la spada imperiale e vestito nella cappa con il tipico ampio colletto di ermellino. 

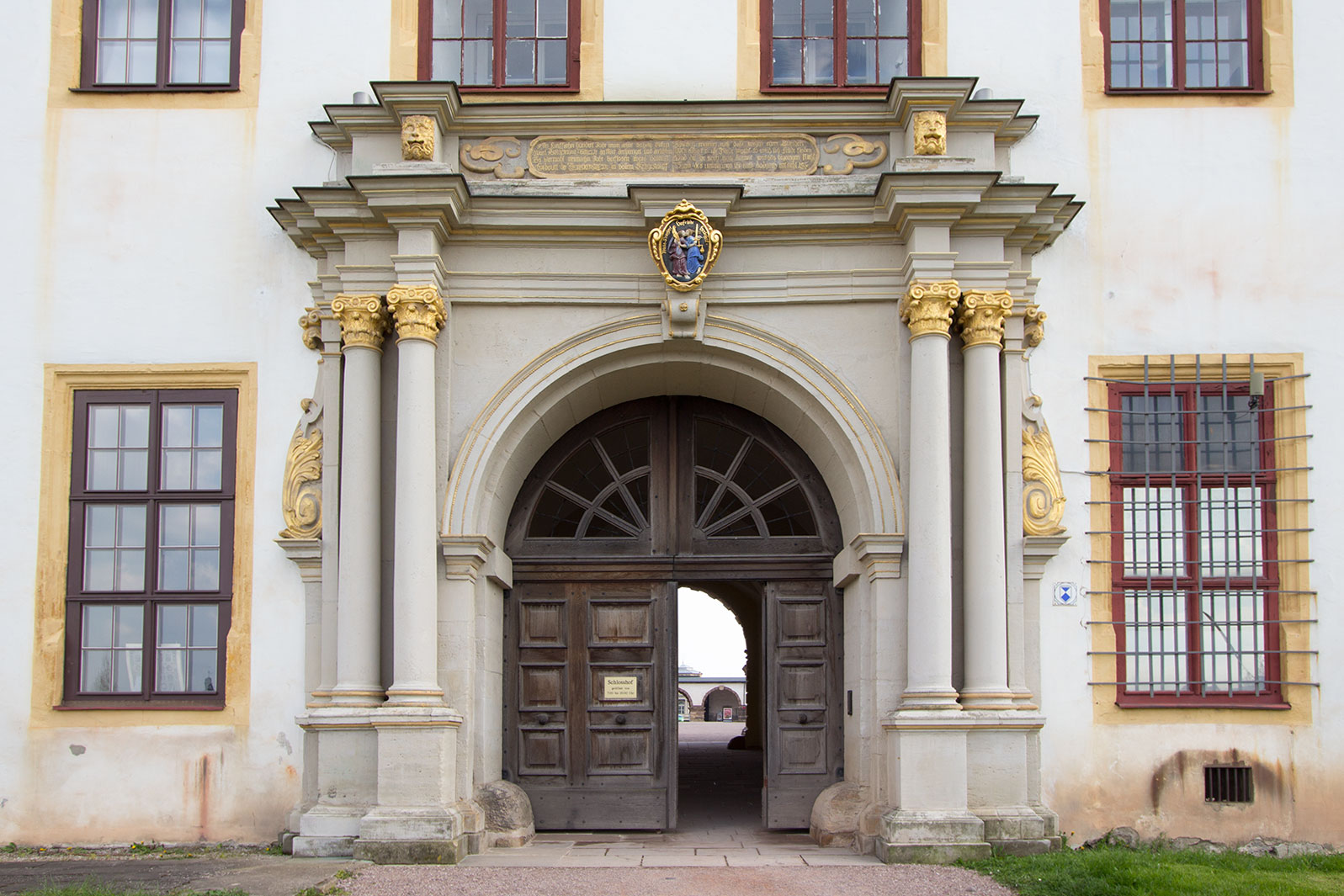
Portale principale (facciata nord)
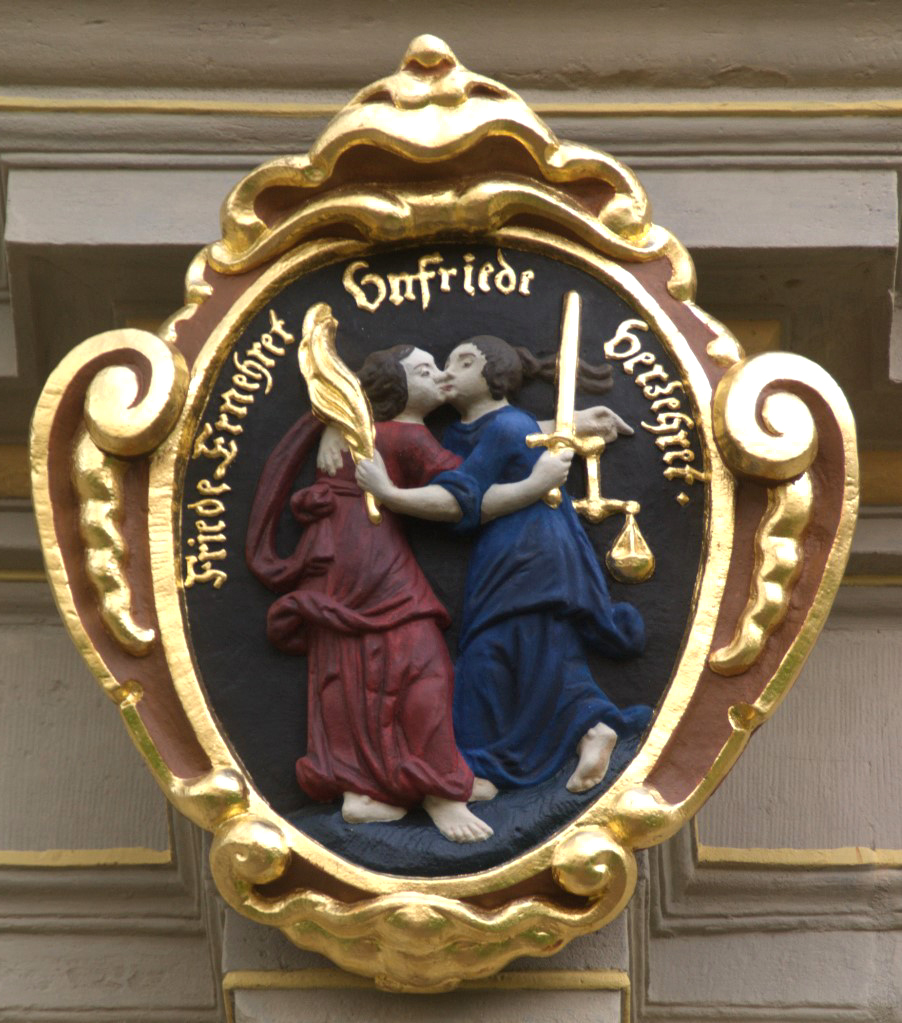
Bacio della pace (portale principale)
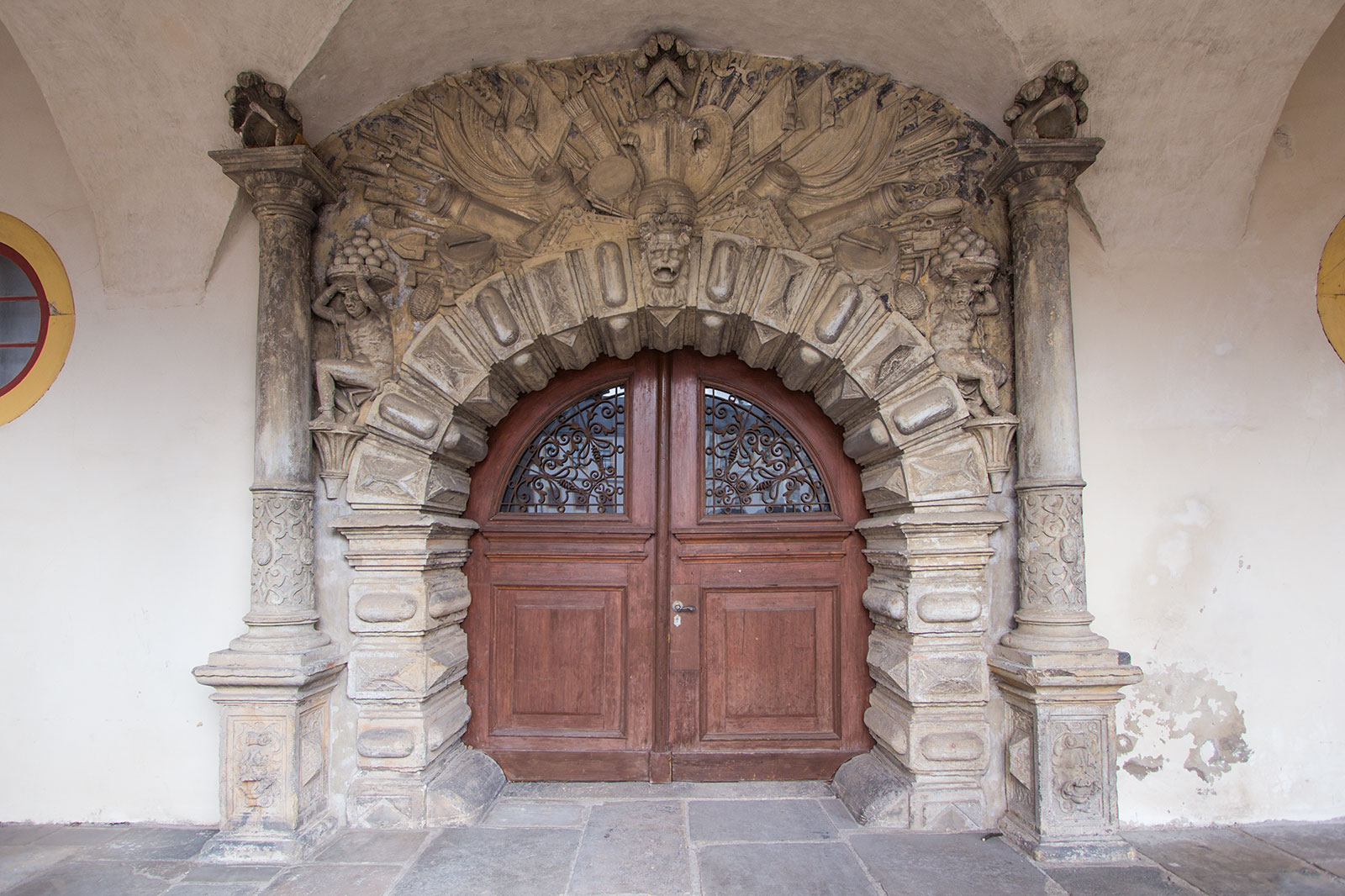
Portale dell'Armeria (portico orientale)
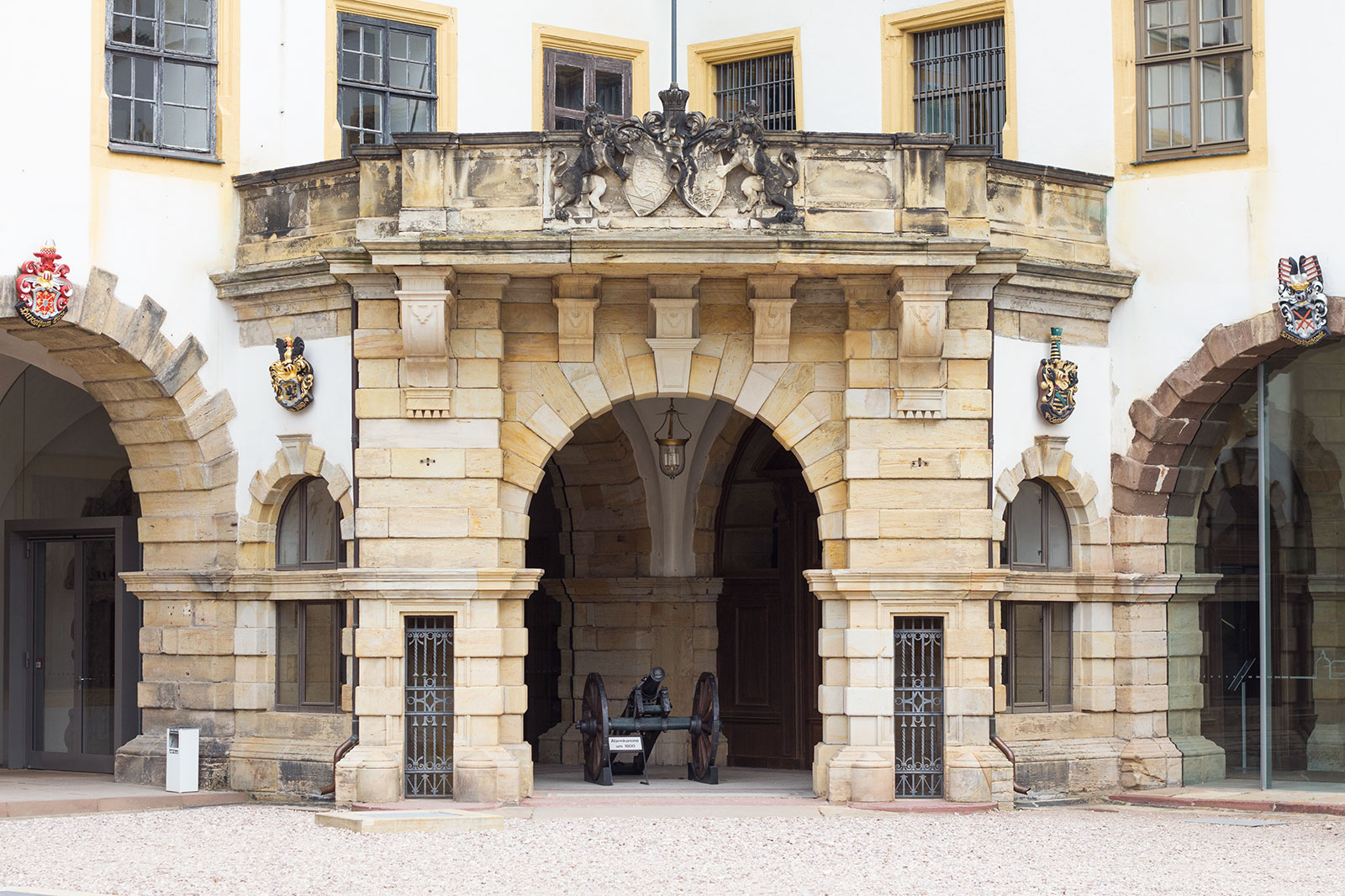
Padiglione (cortile del castello)
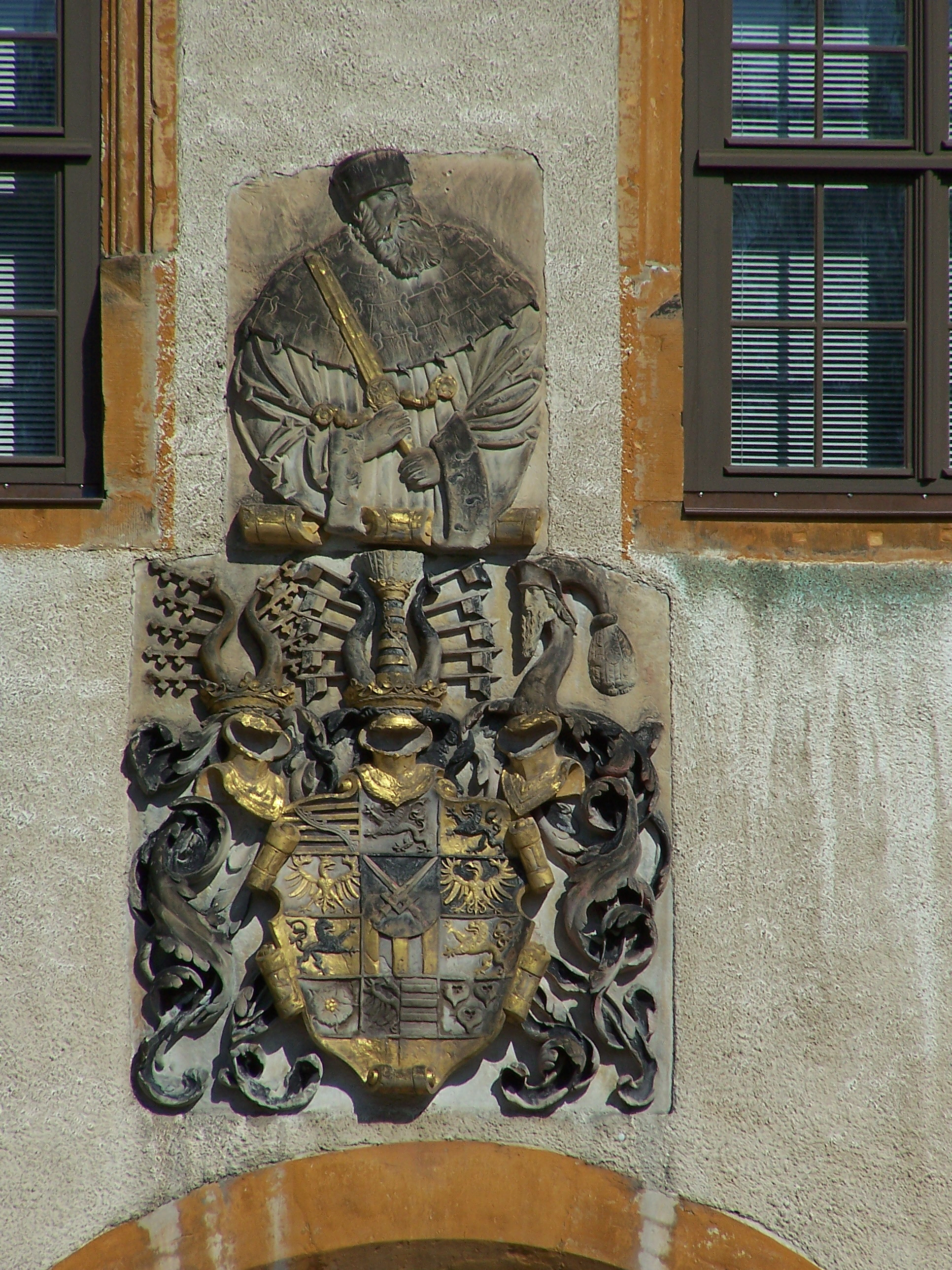
Spolia (facciata occidentale)
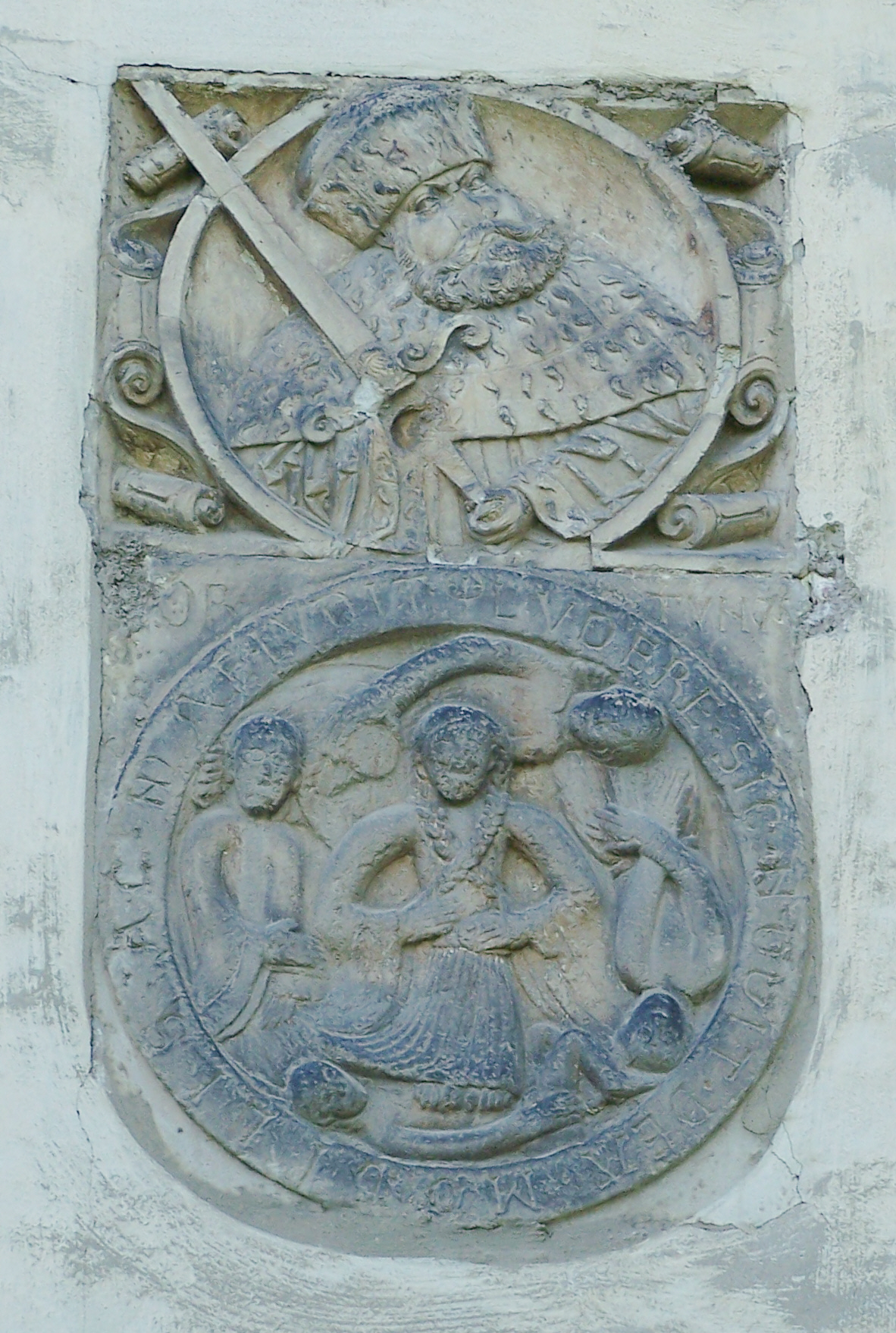
Spolia (torre est)

L'elemento decorativo più suggestivo della facciata è il portale d'ingresso barocco delimitato da due colonne corinzie, anche se non è più nel suo stato originale. Nel 1650, il Duca aveva fatto inserire una rappresentazione allegorica sul portale principale, che si riferiva alla Pace di Vestfalia. L'iscrizione recitava Friede ernehret, Unfriede verzehret (Pace rinnovata, conflitto consumato) ed era la rappresentazione letterale del motto del duca Giovanni Casimiro di Sassonia-Coburgo, che lo aveva inserito nel suo castello di Ehrenburg a Coburgo. 
Il cortile del palazzo è circondato da portici. Gli archi sono decorati ciascuno con uno stemma in arenaria. Questi 54 stemmi sono fissati sopra le chiavi di volta dei portici e indicano il titolo completo della Casa Ducale. In particolare, secondo l'iscrizione sotto lo stemma, i regni della casata. 

### Interni
Il castello Friedenstein ha importanti creazioni barocche e classiche. Sono state conservate anche le sale dal periodo di costruzione dello storicismo. Oltre alle sale del museo del castello, vale la pena menzionare anche la magnifica chiesa, il teatro Ekhof e il gabinetto delle monete, unico in Germania. 

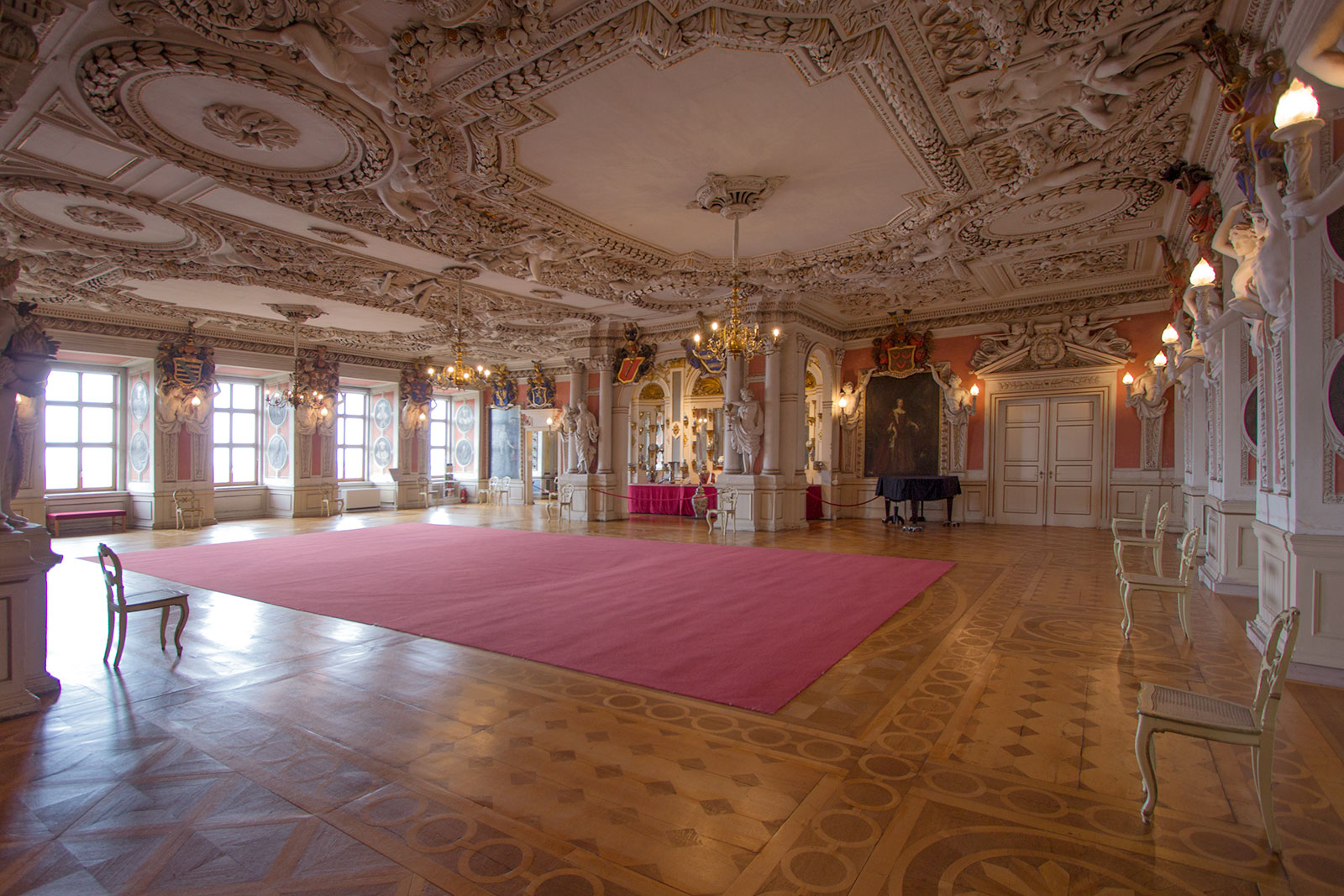
Sala dei banchetti
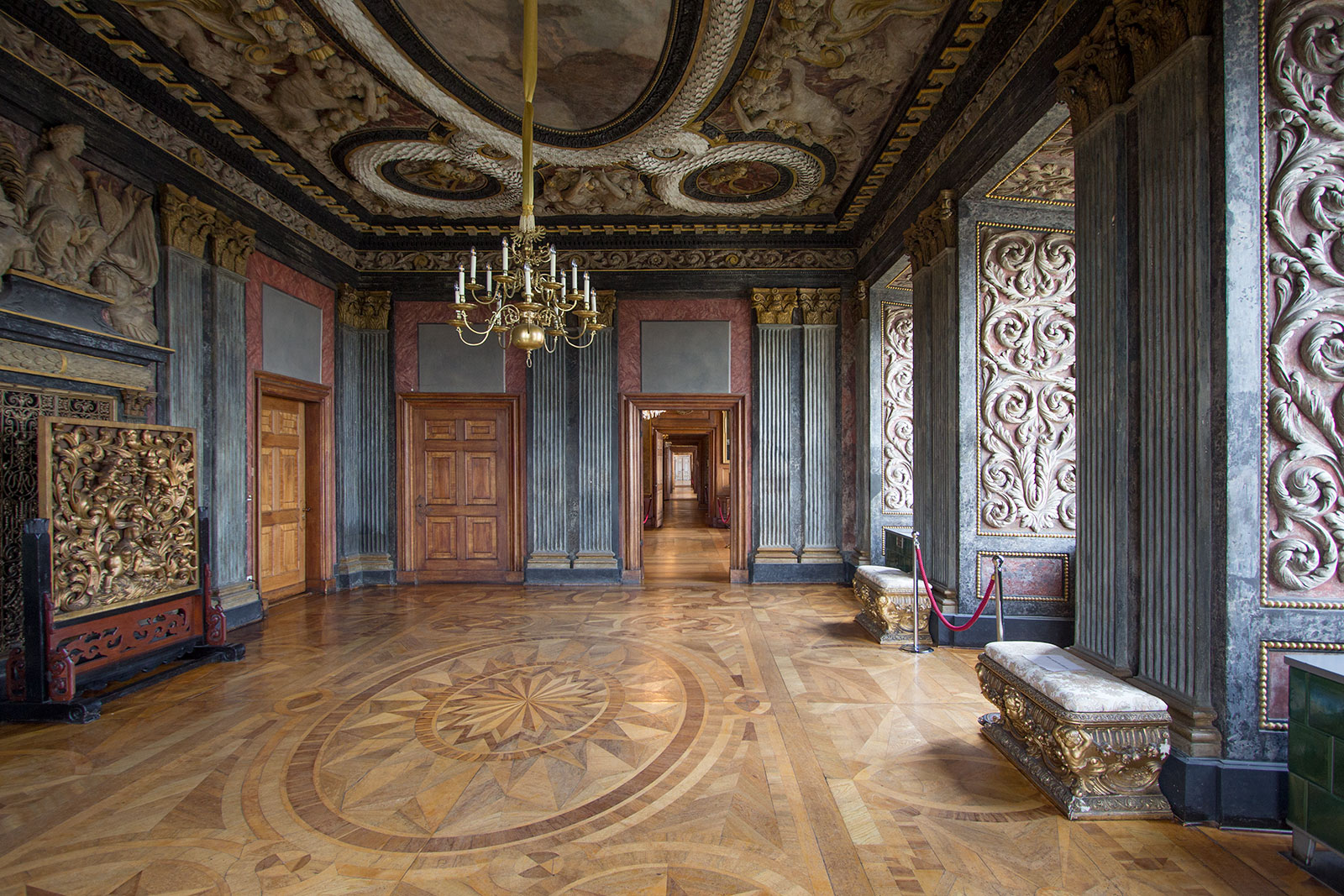
Sala delle udienze
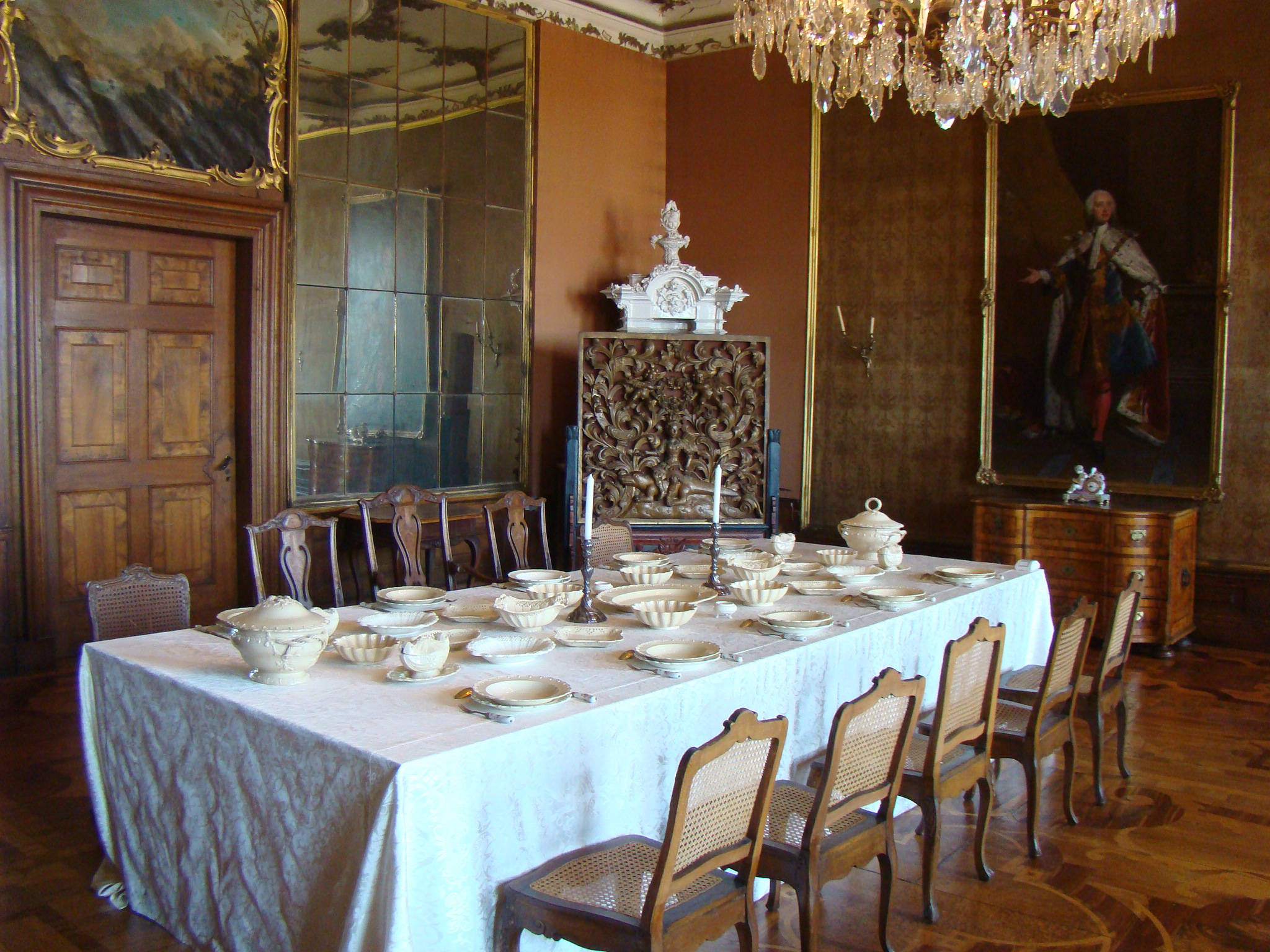
Grande sala rococò
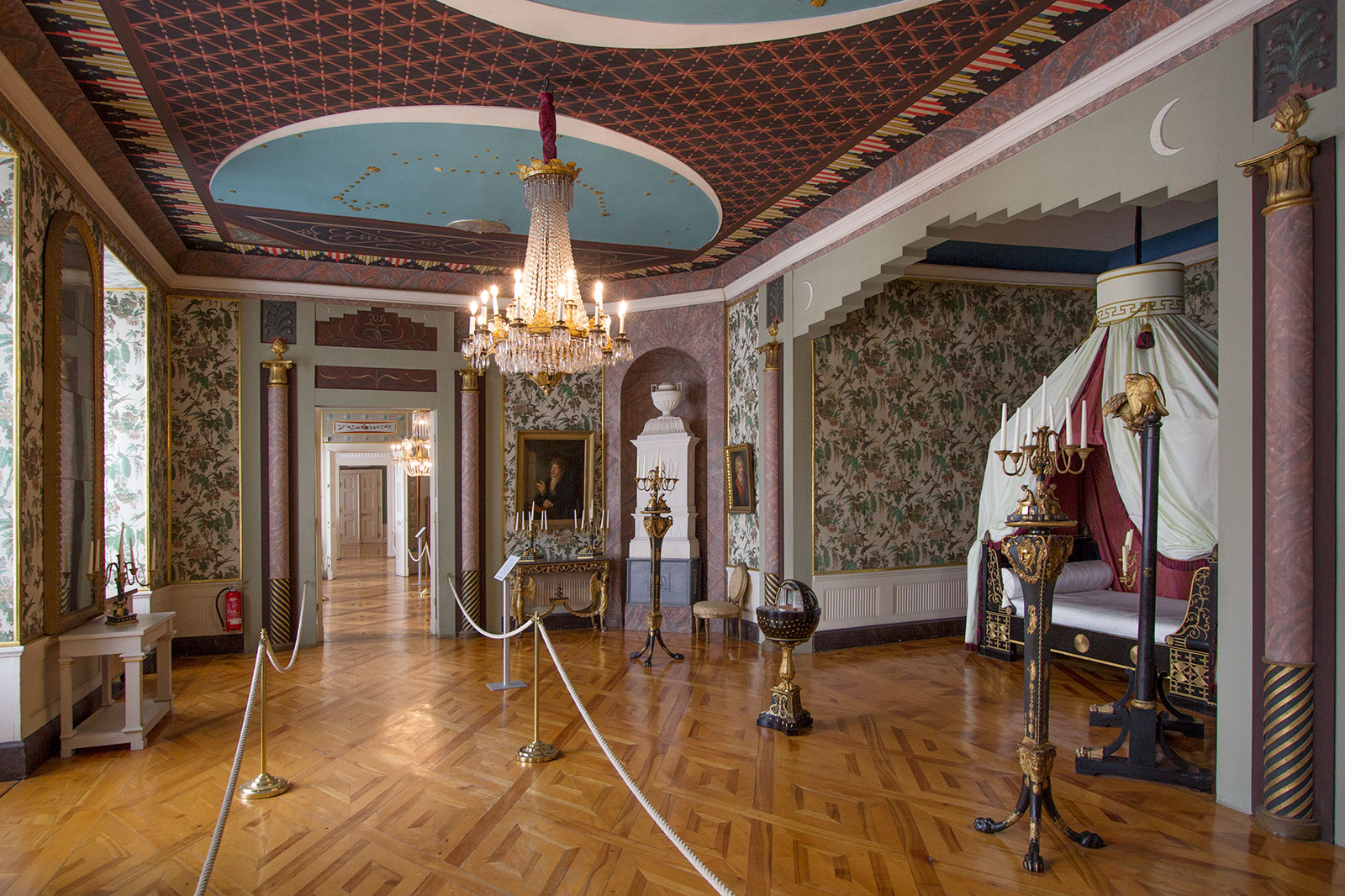
La cosiddetta stanza di Napoleone
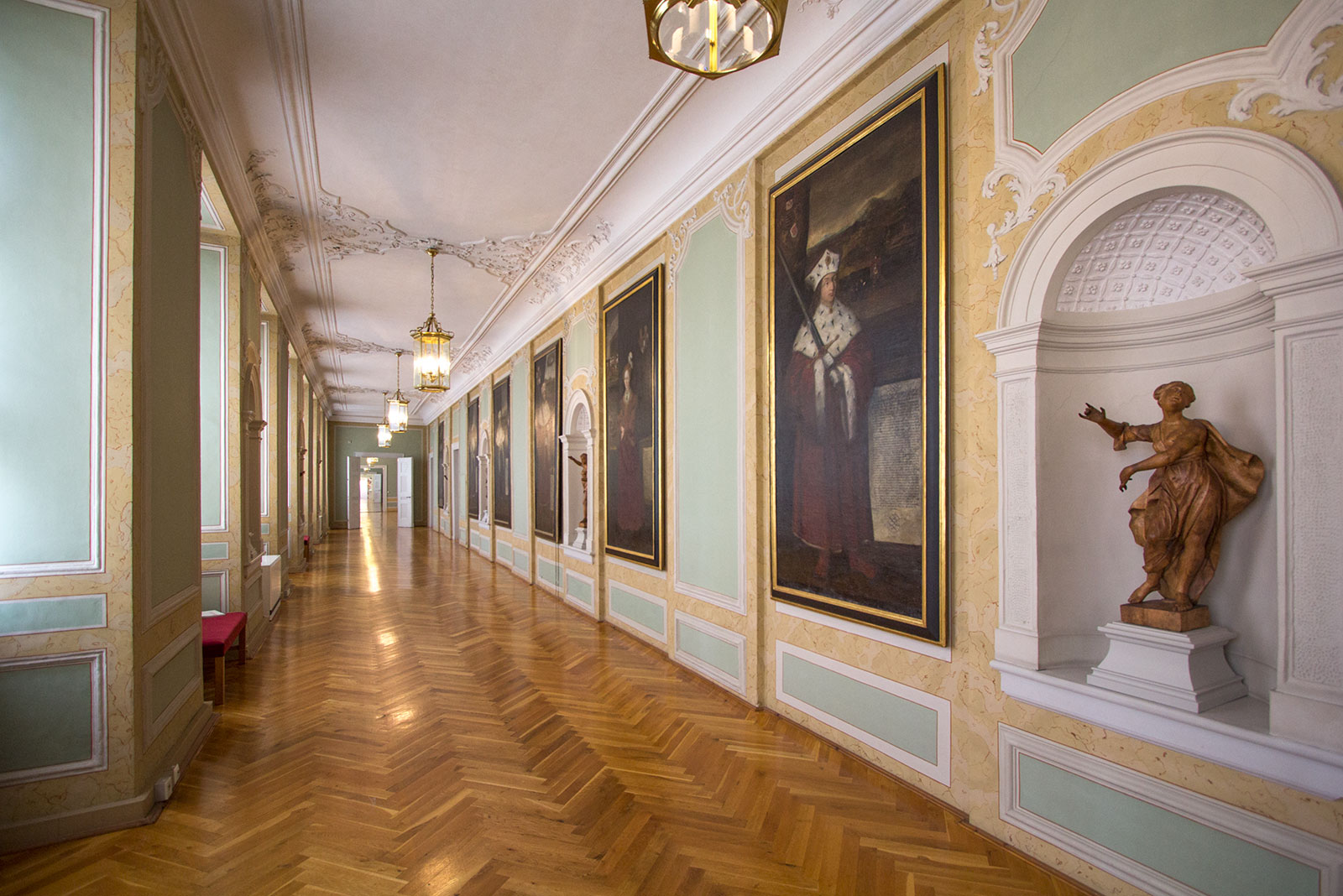
Galleria di Weimar

#### Primo barocco
Durante i lavori di costruzione, il duca Ernesto I e la famiglia ducale si trasferirono, dal palazzo sul mercato alla nuova residenza, nel 1646. Gli appartamenti spartani completati erano sopra la chiesa del castello. Nessuna notizia esatta esiste sull'arredamento di questi spazi abitativi. Solo la galleria della chiesa al primo piano e la sala a volta del 1646 furono in gran parte conservate nel loro aspetto originale fin dai tempi della costruzione. 

#### Barocco
Dopo la morte di Ernesto I, suo figlio Federico I fece ricostruire gli alloggi nel 1683. La grande sala (sala gigante), che era una volta al secondo piano, venne ridotta di dimensioni per creare nuovi appartamenti, la maggior parte dei quali è stata conservata fino ad oggi. Federico I commissionò allo stuccatore italiano Giovanni Caroveri (in realtà Giovanni Battista Garove di Bissone, Ticino) di progettare le stanze, compresa la sala delle udienze e la camera da letto del duca, costruzione che si trascinò fino al 1685. Dal 1686, con interruzioni fino al 1697, i due intonacatori a stucco di Kurbrandenburg, Samuel e Johann Peter Rust, furono impiegati nella residenza. Il lavoro dei due intonacatori fu completato con la sala da ballo, finita nel 1697. Il castello era quindi diventato la residenza più rappresentativa della Turingia. Fatta eccezione per le modifiche al gabinetto degli specchi, che fu allestito dopo il 1730 e ospitò parti della preziosa collezione di porcellane, le stanze rimasero fino alla fine della prima metà del XVIII secolo quasi invariate. 

#### Rococò
Durante il periodo rococò, il duca Federico III fece apportate alcune modifiche. Tra il 1747 e il 1751, Gottfried Heinrich Krohne elaborò diversi progetti di decorazioni in stucco per il castello, che furono eseguite da Pietro Augustin e Johann Michael Güldner. 

#### Classicismo
Già nel 1770, l'appartamento ducale fu spostato nell'ala orientale. Ciò era probabilmente dovuto al difficile riscaldamento invernale delle splendide sale barocche e al loro carattere rappresentativo, che all'epoca era obsoleto. Particolarmente degne di nota sono le camere che confinano con la Weimar Gallery nell'ala ovest. Tra il 1796 e il 1799, le sale eleganti e funzionali in stile classico furono arredate sotto Ernesto II, come la stanza di marmo, la stanza blu e la stanza del poeta. Il talentuoso scultore della corte Gotha, Friedrich Wilhelm Eugen Döll, realizzò importanti stucchi, bassorilievi e stufe. 
Il duca Augusto creò disegni di stanze insoliti e talvolta idiosincratici, dal 1804, come la camera da letto dell'Impero, la stanza lilla e la sala del pergolato. Queste insolite decorazioni sono in parte dovute ai disegni del duca. 

#### Storicismo
Gli ultimi due duchi, che risiedettero nel castello di Friedenstein, apportarono solo lievi modifiche agli appartamenti. Tra le altre cose, vennero installati dispositivi di storicizzazione e imitazioni di carte da parati barocchi in pellee, oltre a moderne strutture sanitarie nelle stanze laterali.

## Teatro Ekhof

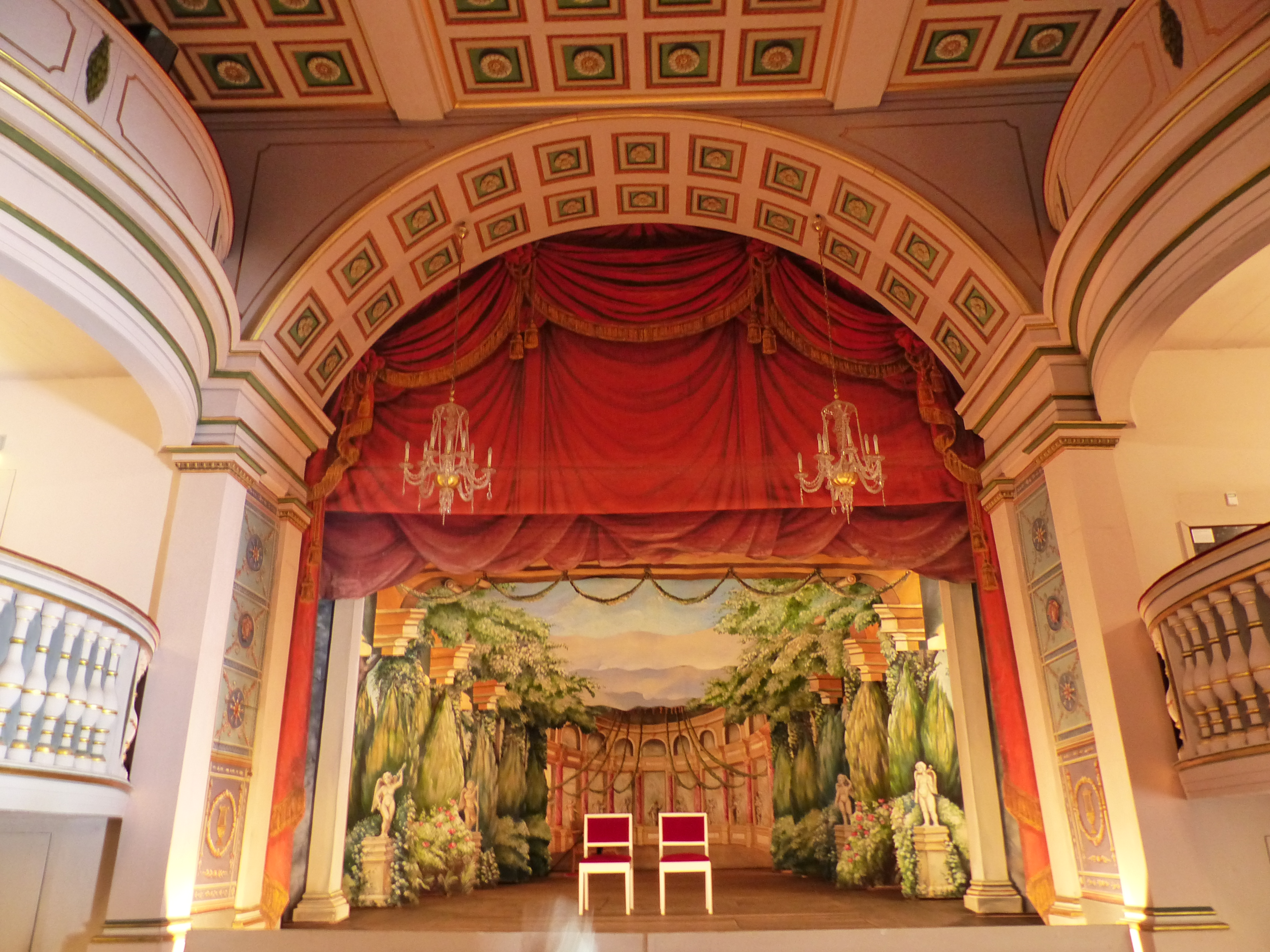
Palco dell'Ekhoftheater

Nella torre ovest del castello si trova il teatro Ekhof, uno dei più antichi teatri permanenti utilizzati in Germania. Venne fondato da Federico I di Sassonia-Gotha-Altenburg (1646-1691). Il teatro ha l'unica macchina scenica barocca completamente conservata. Risale al 1685 e prende il nome dal suo regista Konrad Ekhof (1720-1778). 
L'opera barocca e gli spettacoli teatrali si svolgono ogni anno nell'ambito dell'Ekhof Festival.

## Chiesa del castello

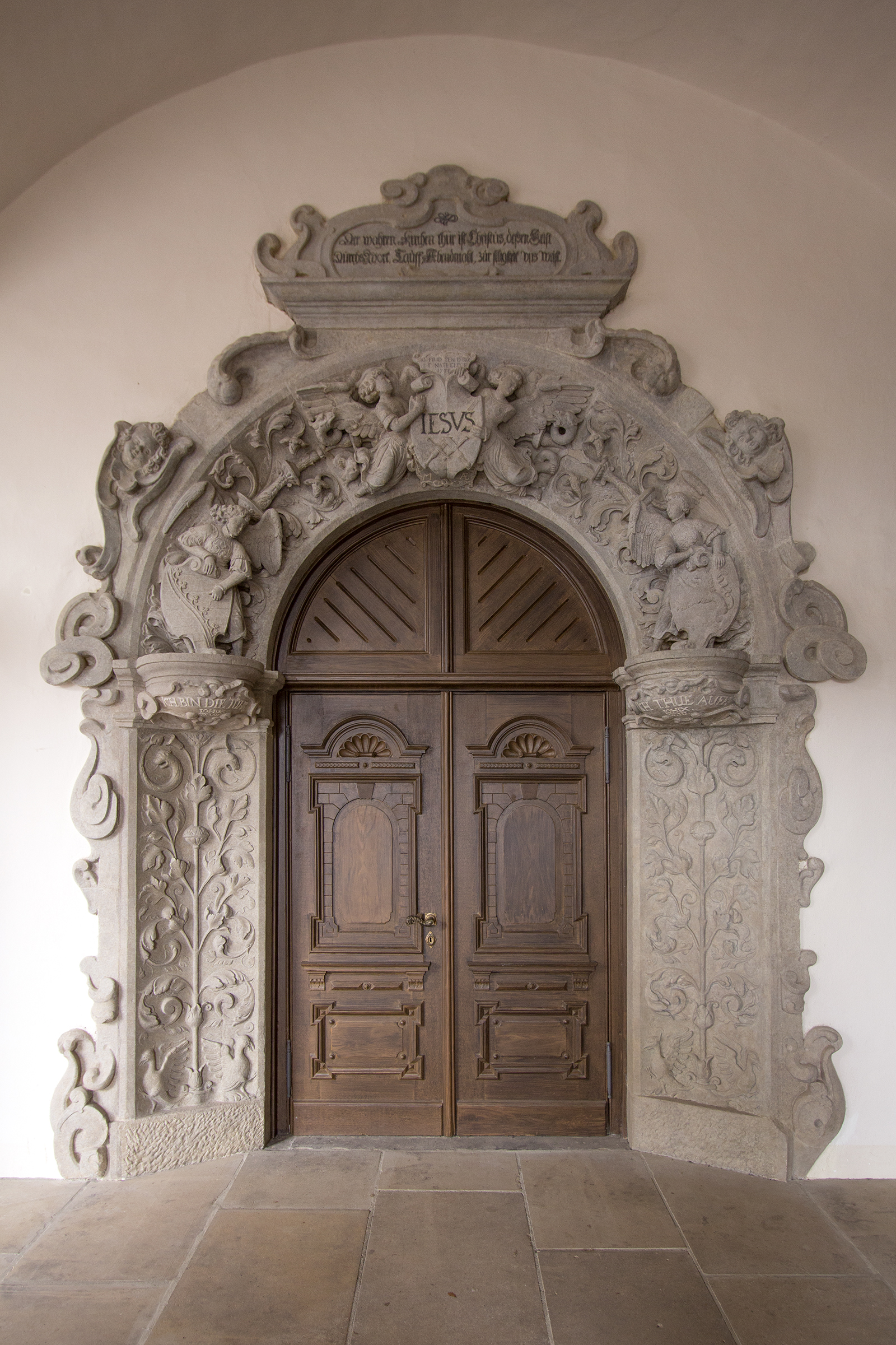
Ingresso alla chiesa del castello (spolia del castello di Grimmenstein, 1553)

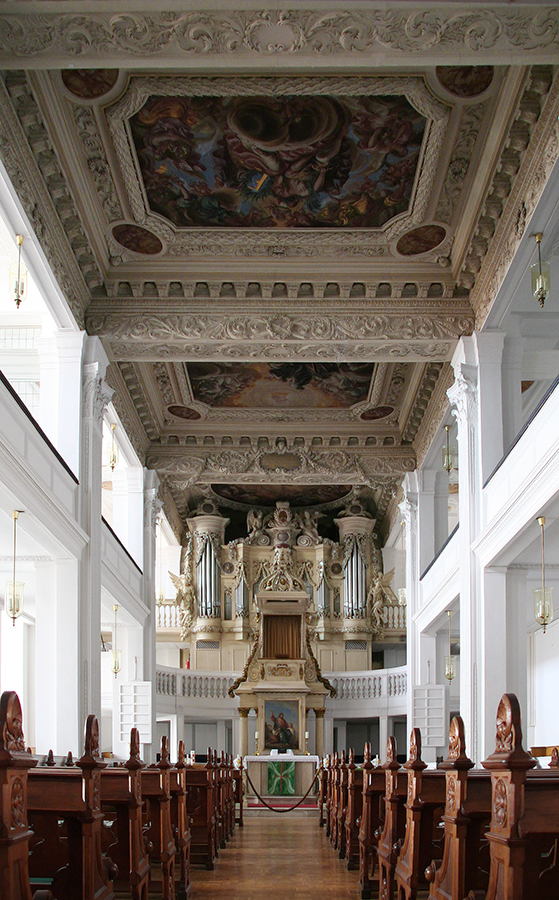
Chiesa del castello

La chiesa del castello, nell'ala nord, fu inaugurata nel 1646 con il battesimo del principe ereditario Federico I di Sassonia-Gotha-Altenburg e fu già rinnovata nel 1685–1697. Servì come chiesa di corte fino al 1918. Sul lato ovest si trova il busto di Ernesto il Pio e sopra di esso una placca nera sostenuta da due angeli con il suo motto: In silentio et spe (Sarai forte attraverso il silenzio e la speranza) 30
Altare, pulpito e organo sono disposti uno sopra l'altro sul lato est. Gli stucchi furono eseguiti dai fratelli Rust, i dipinti sul soffitto sono di Seivert Lammers (1648–1711). L'organo, che fu successivamente sostituito, fu installato da Severin Holbeck nel 1697. 
Il venerdì santo, 26 marzo 1717, Johann Sebastian Bach si recò a Gotha per dirigere una musica della passione che aveva scritto nella chiesa del castello e il venerdì danto del 1725 Gottfried Heinrich Stölzel, direttore di corte dal 1719 al 1749, eseguì per la prima volta la sua versione della Passione di Brockes. 
Intorno al 1800 alla chiesa venne aggiunta una galleria. Ulteriori conversioni, del XIX secolo, riguardarono l'altare, che ricevette una pala di Paul Emil Jacobs nel 1844. La Schlosskirche è una chiesa parrocchiale dal 1920. Oggi appartiene alla parrocchia di San Michele/Castello della chiesa evangelica luterana di Gotha.

### Organo

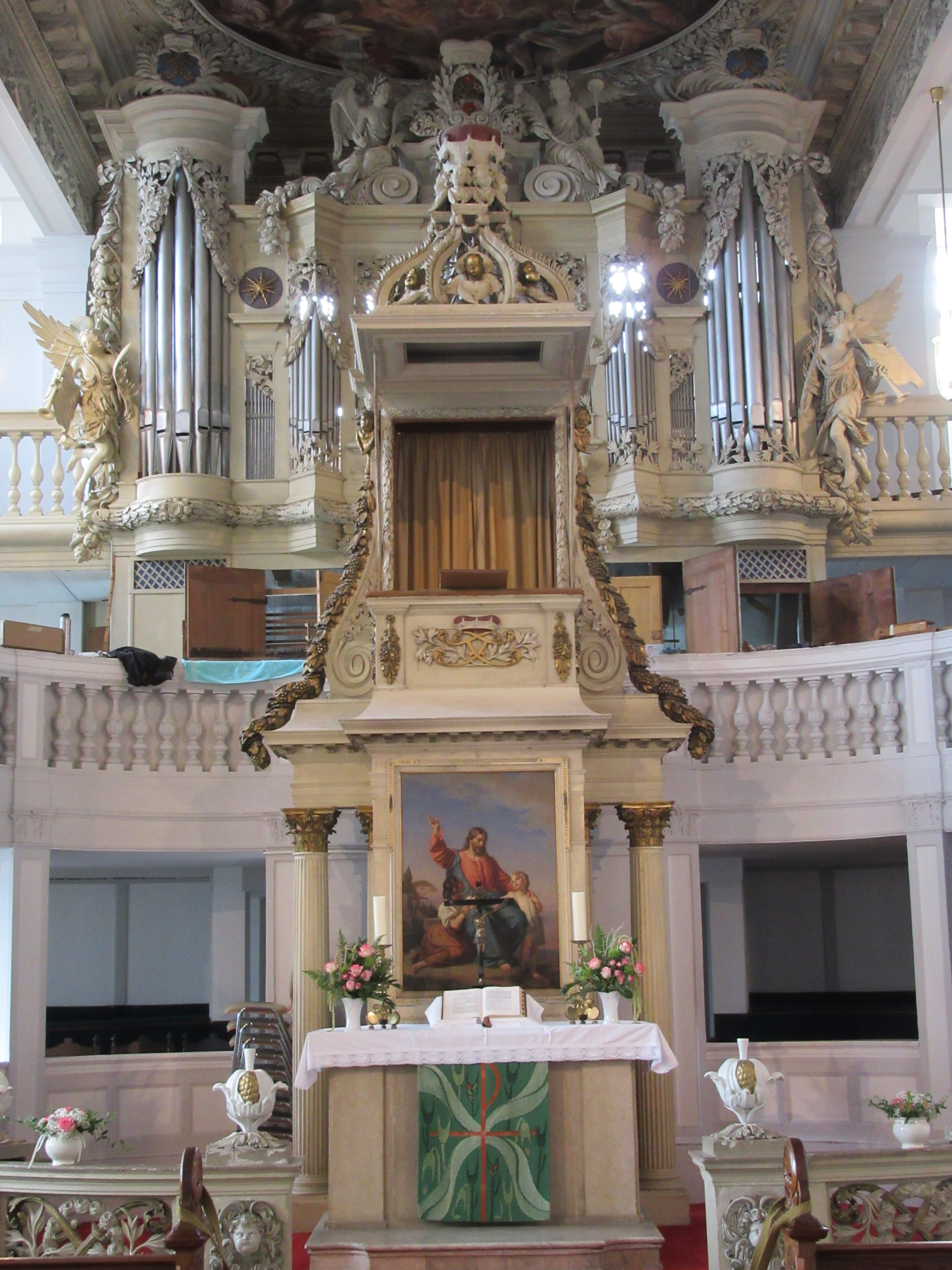
Vista dell'organo

L'organo chiesa del castello fu realizzato dall'organaro Friedrich Knauf (1802–1883) da Großtabarz negli anni 1855–1856 e sistemato nel primo stile romantico di quel tempo. La cassa barocca, i soffietti e alcune canne provenivano dallo strumento precedente che Severin Holbeck, un costruttore di organi danese di Zwickau, aveva costruito nel 1692. Nel 1905, il costruttore di organi Hugo Böhm sostituì il sistema a soffietto con uno azionato da un motore elettrico a corrente continua. Böhm accordò lo strumento di mezzo tono più basso e aggiunse un registro al pedale. L'ultimo strumento è stato ampiamente restaurato nel 2015/2016. Ha 28 registri su due manuali e pedaliera.

## Cripta
Nel 1679/80, il duca Federico I fece costruire la tomba del principe sotto la chiesa, che consisteva di quattro sale. Almeno due di esse risalgono ai tempi della fortezza di Grimmenstein e furono incluse nella costruzione. L'ingresso della scala per la cripta si trova sotto la galleria dell'organo, ma lo scivolo di pietra inclinato di fronte all'altare, sopra il quale un tempo venivano poste le bare, è ora murato dall'interno della chiesa. La Cripta dei principi non è aperta al pubblico. 
Il primo membro della Casa di Sassonia-Gotha-Altenburg ad essere tumulato fu, nel giugno del 1680, la figlia di un anno di Federico I, la principessa Elisabetta, che era morta per una malattia e fu sepolta nella cripta. I seguenti membri della Casa di Sassonia-Gotha-Altenburg trovarono il loro ultimo luogo di riposo nella cripta reale (nell'ordine in cui furono sepolti): 
- La rincipessa Elisabetta (1679-1680), quarta figlia di Federico I
- La duchessa Magdalena Sibylla (1648-1681), prima moglie di Federico I
- IL duca Federico I (1646-1691)
- Il principe Carl Friedrich (1702-1703), terzo figlio di Federico II
- La principessa Sophia (1697-1703), prima figlia di Federico II
- Il principe Johann Wilhelm (1677-1707), figlio minore di Federico I
- Il principe Emanuel (1709-1710), ottavo figlio di Federico II
- Il duca Federico II (1676-1732)
- Il principe Ludovico (1735-1735), secondo figlio di Federico III.
- La duchessa Magdalena Augusta (1679-1740), moglie di Federico II
- Il principe ereditario Friedrich Ludwig (1735–1756), primo figlio di Federico III.
- La principessa Friederike Luise (1741-1776), prima figlia di Federico III.
- Il prince Augusto (1747-1806), figlio minore di Federico III.

Nella sala principale del Fürstengruft (sala 2) ci sono anche dieci bare di bambini e due di adulti, delle quali non si conosce il nome delle salme. Tuttavia, a causa della loro posizione tra le bare dei membri della Casa di Sassonia-Gotha-Altenburg, contengono certamente i resti dei membri della famiglia che morirono nei primi tempi. 
Anche i seguenti parenti della Casata dei principi furono sepolti nella cripta e si trovano separatamente nella stanza numero 3: 
- Il principe Alessandro Federico di Württemberg (1771-1833), cognato e suocero di Ernesto I di Sassonia-Coburgo-Gotha
- La principessa Antonietta di Sassonia-Coburgo-Saalfeld (1779-1824), sorella di Ernesto I di Sassonia-Coburgo-Gotha e moglie del Alessandro Federico di Württemberg
- Il principe Paul (1800-1802), primo figlio di Antoinetta e Alessandro
- Il principe Federico (1810-1815), quarto figlio di Antonietta e Alessandro

Due leggende popolari di Gotha sono collegate alla cripta sotto la chiesa del castello. La storia intitolata Grumbach's Bones riporta che i resti del cavaliere e avventuriero Wilhelm von Grumbach, che fu giustiziato a Gotha nel 1567, arrivarono nella cripta per ragioni inspiegabili oltre 100 anni dopo la sua morte. Fino ad oggi, si dice che le sue ossa siano in uno scrigno di legno poco appariscente tra le bare principesche. 
La leggenda dell’antenata del castello (anche La donna bianca di Friedenstein) racconta come, ogni volta che la casa del duca era colpita da un incidente o da una morte, una donna bianca si alzava dalla cripta e si lamentava nelle stanze del castello. Tuttavia, poteva essere vista solo da coloro che erano stati direttamente colpiti dall'incidente. Secondo la leggenda, l'apparizione del fantasma era la duchessa Dorotea Maria di Anhalt, madre di Ernesto I di Sassonia-Gotha-Altenburg. Tuttavia, non è sepolta nella cripta.